# ソビエト連邦の外交関係
ソビエト連邦の外交関係（ソビエトれんぽう の がいこうかんけい）では、ソビエト連邦（ソヴィエト社会主義共和国連邦、ソ連）がとってきた外交政策について述べる。
なお、ソビエト連邦の国家成立は1922年であるが、ここでは1917年11月のロシア革命によるボリシェヴィキ政権成立からの外交関係を扱う。

## 概観
ロシア革命によって成立した世界最初の社会主義国であったソ連は、平和に関する布告によって第一次世界大戦の連合国から離脱したことや、イデオロギーの違いから国際社会で孤立していた。列強諸国はロシア内戦で帝政勢力などの反ボリシェヴィキ派から成る白軍側への援助を行ったが、ソ連の赤軍が最終的に勝利した。内戦に勝利したソ連政府はコミンテルンを通じて世界各地の共産党を指導し、世界革命を起こそうとした。しかし一国社会主義論を唱えるヨシフ・スターリンが政権を握ると、西欧諸国との外交関係樹立を徐々に進める一方で、大粛清によって各国の共産党指導者を処刑した。1934年には国際連盟に加盟したが、第二次世界大戦の勃発までは失地回復に動き、冬戦争や独ソ不可侵条約による侵略行動を取った。
1941年にはドイツの侵攻を受けて独ソ戦に突入した。ソ連は大祖国戦争とこの戦争を名付け、連合国における主要国として戦った。連合国の戦後構想により、ソ連は五大国の一つとして世界を指導する立場が確認されたが、アメリカとソ連の関係には次第にきしみが生まれつつあった。ソ連はドイツとの戦闘において大きく貢献し、東ヨーロッパ諸国の占領に成功したが、その占領地域に社会主義政権を樹立し、自らの衛星国にした。
戦後には社会主義国である東ヨーロッパの衛星国をワルシャワ条約機構 (WTO,WPO) といった軍事同盟や経済相互援助会議 (COMECON) で厳しく統制し、（東側陣営）の盟主としてアメリカ合衆国・西ヨーロッパ・日本といった資本主義国（西側陣営）と対峙する、冷戦と呼ばれる世界を二分した対立が始まった。また東アジア、アフリカなどで社会主義政権を後援し、代理戦争と呼ばれる戦争が各地で起こった。1962年のキューバ危機はその最高潮であり、米ソの間で対立緩和の動き（米ソデタント）が起こったが、1979年に制限主権論（ブレジネフ・ドクトリン）の名の下にアフガニスタンに介入したことで終わった。
しかし1985年成立のミハイル・ゴルバチョフ政権がペレストロイカの一環として、エドゥアルド・シェワルナゼを外務大臣に登用して新思考外交を提唱した事で対立は緩和された。ソ連や東欧には西側からの経済援助が拡大し、経済面や文化面でも西側の影響が流入した。このことは1989年の東欧革命と1991年の8月クーデターを引き起こし、12月のソビエト連邦の崩壊へとつながった。その後、外交関係は1991年の連邦解体後に独立したロシアなどの後継諸国へ引き継がれている。

## 二国間関係

### アメリカ合衆国

#### 第二次世界大戦以前
ソ連とアメリカは社会主義国と資本主義国の中心国家として、常に相互に警戒する相手であった。特に第二次世界大戦後、西ヨーロッパ諸国の力が落ちると、米ソ両国は東西冷戦の2つの超大国となり、核戦争の危険も含めて世界の運命を握る事になった。
第一次世界大戦の前から世界最大の資本主義国家となっていたアメリカ国内では共産主義運動が厳しく弾圧され、アメリカ共産党が半ば非合法状態だった事もあり、アメリカ政府はソビエト政権に対して厳しい態度を取った。対ソ干渉戦争では1918年、日本より先にシベリアへ軍隊を派遣し、その後も共和党政権による反共政策が続いたため、米ソ間の国交成立は実現しなかった。また、シベリア最東端や米領のアラスカ・アリューシャン列島に住むチュクチやコリャークなどの先住民の交流はベーリング海上の国境線で完全に絶たれた。アメリカ側では労働運動の中心が社会主義を拒絶するアメリカ労働総同盟にあったため、共産党や社会主義政党の活動の余地は小さかった。ソ連側でも、極東共和国首班のアレクサンドル・クラスノシチョーコフなどはアメリカからの帰国者だったが、彼はスターリンの大粛清により刑死した。
1933年、民主党のフランクリン・ルーズヴェルトが大統領が就任すると、共和党などの反対を押し切って同年11月にソ連承認を実施した。これは西ヨーロッパ諸国よりも約10年遅れたが、同年に成立したナチス・ドイツのアドルフ・ヒトラー政権に対する牽制として実施された。また、ニューディール政策の中で全国労働関係法（ワグナー法）が制定され、労働者の権利などが重視されるようになり、アメリカの世論はソ連や社会主義運動に対して以前より好意的になった。その反動で保守派による対ソ嫌悪感はより強まった。保守派の多くが後に第二次大戦への介入に反対した理由の一つにファシズム諸国との戦争の結果、ソ連を利すると懸念したことが挙げられる。一方、ソ連にとっての最大の仮想敵はヨーロッパのドイツと極東の日本で、アメリカとの軍事的対決は考慮外であった。
1939年に第二次大戦が始まると、その直前の独ソ不可侵条約やソ連軍（赤軍）によるポーランド東部の占領や民主主義国家のフィンランドに対する冬戦争などでアメリカ国内の反ソ感情が高まったが、1941年6月にドイツの奇襲を受けて独ソ戦が開始されると、一転してファシズムと戦う同盟国の一つとして位置付けられた。レンドリース法によりアメリカからソ連への軍事援助が行われ、ソ連軍の反撃に大きく貢献した。同年12月7日、日本の真珠湾攻撃によりアメリカが連合国側で参戦した後は、両国は連合国の中心として戦い、特にドイツの打倒で協力した。
1943年にはモスクワで米英ソ外相会談が行われ、従来の国際連盟に代わる新たな国際平和協力機構の創設が提唱されると、国際連盟から排除されたソ連は、国際連盟に加わらなかったアメリカと共にその中心とされた。1944年6月にアメリカ軍がノルマンディー上陸作戦を展開してドイツや日本に対する連合国側の勝利が確実になると、10月にはダンバートン・オークス会議で国際連合憲章の原案がイギリスや中国を交えて討議され、1945年4-6月のサンフランシスコ会議で50カ国による憲章署名を受けて国際連合が成立した（正式発足はソ連の批准による同年10月）。なお、1943年にはソ連の駐米大使にアンドレイ・グロムイコが就き、その後は国際連合安全保障理事会のソ連代表を務めて、以後1980年代まで長く米ソ関係の最前線に関わる事になった。
1945年2月にはイギリスのウィンストン・チャーチル首相を交えたヤルタ会談がソ連国内のクリミア半島の保養地ヤルタで行われ、ルーズヴェルトは戦後のポーランド問題や、目前に迫ったドイツ降伏後のソ連の対日参戦条件などでソ連のヨシフ・スターリンに妥協した。同年4月26日、米ソ両軍はエルベ川河畔のトルガウで出会い、両国兵士たちは世界平和を誓い合った（エルベの誓い）。5月7日にはソ連軍に首都ベルリンを占領されたドイツが無条件降伏した。その後、7月のポツダム宣言で全日本軍への無条件降伏要求を出した後、ソ連はヤルタ協定で定めた期日通りの8月8日に、有効期間中だった日ソ中立条約を破って対日宣戦布告を行った。ただし、これは4月に病死したルーズヴェルトの後任大統領になり、ソ連の影響力拡大を嫌っていたハリー・トルーマンの意図とは異なっていた。彼が8月6日に広島への原子爆弾投下を急いだのは、ソ連の参戦前に日本を降伏させる意図があったという説もある。結局、戦後の旧日本領統治はヤルタ協定の通りとなった。

#### 第二次世界大戦後
第二次大戦が終わると、ドイツや日本の戦後処理やヨーロッパ地域の経済復興などでの対立が顕在化し、新たに発足した国際連合、特にその安全保障理事会などを舞台にして、両国関係は再び悪化した。チャーチルが「鉄のカーテン」と呼んだヨーロッパの東西分断は、1947年3月にアメリカがトルーマン・ドクトリンを発表して反共主義政権のトルコとギリシャに大規模援助を行い、同年6月にアメリカが提案したマーシャル・プランをソ連が拒否した事でより明確になり、1948年のチェコスロヴァキア2月クーデターや同年4月のベルリン封鎖開始で冷戦の開始が決定的になった。これはアメリカの駐ソ代理大使だったジョージ・ケナンが提唱した「対ソ封じ込め政策」を根本にし、アメリカは西ドイツや日本での占領方針の重点を非軍事化から反共主義へと切り替え始めた。しかし、1949年には東アジア政策の最重要国だった中国で中華民国政府（国民政府）が台湾への逃亡を迫られ、中国本土では中華人民共和国が成立して、封じ込め政策は大きな見直しが迫られた。また、同年にソ連が原爆保有を宣言した事で、両国は終わりのない核兵器開発競争に突入していった。
1950年には朝鮮戦争で冷戦の「熱戦化」が始まり、アメリカ国内では1947年のタフト・ハートレー法で社会主義的な労働運動が厳しく抑えられていたのに続き、ジョセフ・マッカーシー上院議員による告発を機に赤狩り（マッカーシズム）が広く行われた。一方、スターリンはアメリカ等の資本主義陣営との第三次世界大戦を不可避と見て、ソ連国内の引き締めを続け、新たに勢力圏に入った東ヨーロッパ諸国では共産党政権による反政府派の大量粛清や国外追放が行われた。
1953年にスターリンが死去し、朝鮮戦争が休戦すると、徐々に米ソ間の緊張緩和が図られた。米ソ両国の軍拡競争は水素爆弾実験の成功までエスカレートしていたが、1955年にはソ連のニキータ・フルシチョフ共産党第一書記がアメリカのドワイト・アイゼンハワー大統領や英仏の首脳とジュネーブ四巨頭会談を実施し、1956年にはスターリン批判を行った事で「雪どけ」と呼ばれる平和共存路線が模索された。この年のハンガリー動乱で東西間の緊張は再び高まったが、1959年と1960年にはフルシチョフが訪米し、一定の軍縮を含んだ平和共存路線は米ソ両国の共通理解となっていった。しかし、1959年にフィデル・カストロによるキューバ革命が成功したキューバをめぐる対立は徐々に高まっていった。また、1957年にソ連がスプートニク1号で世界初の人工衛星打ち上げに成功し、科学技術分野におけるアメリカの絶対優位を大きく揺るがすスプートニク・ショックが起こった。以後、両国間の宇宙開発競争が激化した。1957年はグロムイコがソ連の外務大臣に就任した年でもあり、彼はゴルバチョフ政権の登場までソ連外交の舵取りを担った。
1961年に米大統領に就任したジョン・F・ケネディはアイゼンハワー時代の平和共存路線を継続し、フルシチョフとの会談も行った。しかし、米によるカストロ政権転覆工作の失敗（ピッグス湾事件）や1961年8月に東ドイツが強行したベルリンの壁構築で米ソ関係は再び悪化し、1962年10月には世界大戦開始の寸前まで進んだキューバ危機が発生した。これはフルシチョフの妥協により回避されたが、米ソ両国は全面核戦争による人類滅亡の恐怖が眼前にあるという認識を共有し、1963年8月にはイギリスも交えた部分的核実験禁止条約の調印にこぎつけた。これは、その時点での核兵器非保有国に対して、超大国である両国の優位性を確保するという性格も帯びていたため、フランスや中国からは反発を受けた。また、偶発的な戦争開始を防止するため、両国の首脳を結ぶホットラインも開設された。1963年11月にケネディが暗殺され、1964年10月にフルシチョフが解任されると、後任のリンドン・ジョンソン米大統領やレオニード・ブレジネフソ連共産党書記長は前任者の平和共存路線を引き継ぎ、1968年7月には核拡散防止条約を締結したが、アメリカは東南アジアの共産化を阻止するため1965年から実施したベトナム戦争への直接介入で苦戦し、ソ連は1968年8月にプラハの春と呼ばれたチェコスロヴァキアの民主化運動をワルシャワ条約機構軍が介入して弾圧した事が、その根拠となった「制限主権論」（ブレジネフ・ドクトリン）とともに強い批判を浴びた。また、この頃からソ連経済の停滞が目に付くようになり、アメリカからの穀物輸入量が増加していった。なお、アメリカは1969年にアポロ11号で人類初の有人月面探査に成功し、宇宙開発での優位を取り返した。
1972年、アメリカのリチャード・ニクソン大統領はソ連を訪問し、同年に第一次戦略兵器制限条約（SALT-I)に調印して、デタントと呼ばれる東西の再接近期に入った。ベトナム戦争が終結した1975年にはヘルシンキ宣言も出され、両国間初の共同宇宙計画であるアポロ・ソユーズテスト計画も行われた。しかし、新たな戦略兵器制限条約(SALT-II)の交渉は難航し、アメリカでは1977年に登場したジミー・カーター大統領が人権外交を唱え、アンドレイ・サハロフ博士などのソ連国内の反体制派・民主活動家に対するブレジネフ政権の弾圧を強く批判した。1979年12月にはソ連のアフガニスタン侵攻が発生し、これに激しく反発したアメリカは1980年のモスクワオリンピックをボイコットした。これによりデタントは終結し、新たな緊張関係は「新冷戦」と評された。この時期は中国の外交政策の変化が米ソ関係に影響を与えた。毛沢東が絶対権力者であった1960年代の中ソ対立では中国はアメリカを「共存不可能の敵」と見なして、平和共存路線を取るソ連を日和見主義と強く非難していたが、米中接近で東側陣営を分断しようとしたヘンリー・キッシンジャー米国務長官の外交工作で1972年にニクソン大統領の中国訪問が実現した後、鄧小平が実権を握った1970年代後半には、中国はソ連の覇権主義に反対するとして西側陣営の対ソ封じ込め政策に協力した。
1981年に米大統領に就任したロナルド・レーガンは強烈な反共主義者で、カーターの時には控えていた世界各地の反共軍事独裁政権への支援を再開した。また、ソ連を悪の帝国と呼んで激しく非難し、カーター政権がソ連と調印したもののアメリカ議会の反対で批准されていなかった第二段階の戦略兵器制限条約(SALT-II)を破棄した。これでアメリカは大規模な軍備増強を実施し、ソ連に対する先制攻撃の正当化やそれに続く全面核戦争での勝利を追求した。その中核はソ連の核弾道ミサイルを宇宙空間で迎撃する戦略防衛構想（SDI、「スター・ウォーズ構想」）で、弾道弾迎撃ミサイル制限条約（ABM条約）違反とするソ連からの強い非難をはねつけて研究を進めたため、両国関係は一層悪化した。一方、ソ連では1982年にブレジネフが長期療養の末に亡くなり、後継者のユーリ・アンドロポフやコンスタンティン・チェルネンコも相次いで短期間で病死したため、共産党指導部は大胆な提案を含む有効な長期的外交戦略が立てられず、老練だが柔軟性や斬新さに欠けるグロムイコ外相の影響力が強まった。また軍産複合体を背景とした軍部の強硬派が大きな影響力を持ち、アメリカ人旅客も犠牲となった1983年9月の大韓航空機撃墜事件でも強硬な対応を取ったが、既にソビエト連邦の経済はこれ以上の軍拡競争に耐えられないほど疲弊していた。ソ連はモスクワ五輪の次に行われた1984年のロサンゼルスオリンピックで報復ボイコットを行い、ルーマニアを除く東欧諸国やキューバなども従った。
1985年3月にチェルネンコが亡くなると、グロムイコによる強力な支援も受けて、ミハイル・ゴルバチョフがソ連共産党書記長に就任した。ゴルバチョフは直ちにペレストロイカ（国内改革）の重要性を訴え、7月にはグロムイコを国家元首ポストで象徴的地位の最高会議議長に棚上げしてエドゥアルド・シェワルナゼを新たに外務大臣に指名し、厳しい冷戦状態の打開を図る新思考外交を提唱した。当初から歓迎ムードだった西欧諸国やカナダと異なり、レーガンはゴルバチョフの新路線に対して疑念を持っていたが、巨費を投じたSDI研究が難航し、対ソ核戦争の勝利が見込めない上に政府の財政赤字が急増したため、レーガンも強硬一辺倒だった対ソ政策の転換を迫られた。
1985年11月には、レーガン・ゴルバチョフ双方にとって初の米ソ首脳会談がスイスのジュネーヴで実施された。更に1986年4月のチェルノブイリ原発事故を契機にゴルバチョフがとグラスノスチを提唱して、経済再建と情報公開の重要性を更に明確にした事、その後同年7月にゴルバチョフがウラジオストクでの演説でソ連軍のアフガニスタン撤退を明言した事で、レーガンも自分の強硬姿勢を変化させ、1986年10月にアイスランドのレイキャヴィークで行われた2度目のゴルバチョフとの会談では軍備制限について実質的合意に達した。これは1987年12月の中距離核戦力全廃条約（INF全廃条約）締結で実を結んだ。グラスノスチが進展してソ連国内の反体制派が解放され、言論の自由が拡大した事は、アメリカ国内の対ソ世論を肯定的に変化させた。
1989年1月、レーガン政権の副大統領だったジョージ・H・W・ブッシュが後任の米大統領となり、ゴルバチョフ政権との軍縮・経済協力交渉が継続された。同年の春から東ヨーロッパ諸国の民主化運動が起こったが、ソ連がこの動きを黙認し、軍事介入を控えた事で米ソ間の対立はほぼ解消された。ベルリンの壁崩壊の直後、1989年12月のマルタでの米ソ首脳会談では、冷戦の終結が確認され、両国関係はアメリカの経済力に依存しながらソ連が経済改革を進め、軍事的対立を解消していく方向へと進められた。また、ソ連経済がインフレと生産力低下に苦しむ中、アメリカからの支援や資本進出は拡大していき、かつての対米潜水艦作戦の最前線基地だったカムチャツカ半島のペトロパブロフスク・カムチャツキーにもアメリカ人の観光客やビジネスマンが訪れるようになった。ロシア革命後閉ざされていた先住民の国境越え交流も、約70年ぶりに再開された。
1991年7月には第一次戦略兵器削減条約 (START-I) が締結され、ゴルバチョフは直後の主要国首脳会議（ロンドン・サミット）に初めてゲストとして招かれた。8月には、軍縮による軍需工業の衰退や東ヨーロッパ同盟国の喪失に反発する軍部の支持を受けた共産党保守派によるクーデターが起こったが、ブッシュ大統領は直ちにクーデター否定を明確に示した。結局クーデターは失敗し、ソ連軍の縮小によるアメリカ優位の軍事体制の確立と、アメリカを含んだ西側諸国の経済支援によるソ連経済の建て直しという両国関係の基調は同年12月のソビエト連邦解体後もロシア連邦のボリス・エリツィン政権に引き継がれていった。

### 西ヨーロッパ諸国

#### イギリス
イギリスはフランスと共に、ソビエト政権がブレスト＝リトフスク条約で第一次世界大戦の協商国から単独離脱して帝政時代の債務不履行を宣言した事に激しく反発し、1918年から始まったロシア内戦では軍隊を派兵して干渉戦争に参加すると共に、白軍のニコライ・ユデーニチやアントーン・デニーキンを支援した。イギリスにとっては、ロシア革命の直後に「秘密外交の廃止」を掲げるソヴィエト政権が1916年に締結されたサイクス・ピコ協定を暴露し、中東における「三枚舌外交」が強い非難を浴びた事も、ソヴィエト政権の存続を許せない強い理由となった。
また、1919年に制定されたヴェルサイユ条約では旧ロシア帝国領に建国されたポーランド（第二共和国）やバルト三国の独立が追認され、ソヴィエト政権のドイツ・西欧侵攻を防ぐ「反共の防波堤」と位置付けた。同条約による「ヴェルサイユ体制」の中核となった国際連盟でも、イギリスは常任理事国としてソヴィエト政権を排除した。貴族出身者の多いイギリス政界の間ではソヴィエト政権への恐怖や憎悪が強く、第一次大戦中に海軍大臣や軍需大臣を務めていたウィンストン・チャーチルはその典型的、かつ強硬な例だった。しかし、ロシア内戦に対する介入は最終的に失敗し、1920年までにイギリス軍はロシアやウクライナから撤退した。
1924年1月、イギリス労働党のラムゼイ・マクドナルドが少数与党ながら首相となり、イギリス史上初の左派政権が誕生すると、2月に早速、レーニン死去直後のソ連と外交関係を樹立した。しかし、同年10月の総選挙の直前、国際共産主義運動機関であるコミンテルンのグリゴリー・ジノヴィエフ議長がグレートブリテン共産党(CPGB)に出した社会扇動指令とされ、ソ連崩壊後の1999年になって偽書と公式確認されたジノヴィエフ書簡が提示され、労働党政権は崩壊した。総選挙後に首相へ復帰した保守党のスタンリー・ボールドウィンは対ソ強硬策に回帰し、1927年5月には国交を断絶した。
1929年5月、マクドナルドが再び政権に返り咲くと10月にソ連との国交が再開されたが、イギリスから見たソ連は常に警戒対象のままだった。一方、他の西欧諸国と違って完全小選挙区制を採用するイギリス議会では共産党の議席獲得が非常に難しかったので、ソ連もイギリス国内での政治状況へ積極的に関与できず、議会主義や改良主義を党是として国内左派勢力の大半を束ねる労働党に対し、基本理念の違いを抱えながらもその関係維持に期待する他はなかった。ただし、ジョージ・バーナード・ショーなどの左派系知識人の間にはスターリン体制期を含めてソ連に対する賛同や好意を示す例は多かった。この流れの中で、後の第二次世界大戦期から1960年代にかけて活動したキム・フィルビーをはじめとしたイギリス人のソ連スパイ網が育っていった。
1933年にドイツでアドルフ・ヒトラー政権が誕生し、反共独裁体制を急速に完成させると、ソ連はイギリスやフランスがドイツをけしかけてソ連攻撃に利用するのではないかという疑念を強め、両国関係はさらに冷え込んだ。しかし、同時にイギリスにとってソ連の重要性は増加し、1934年にソ連は国際連盟への加盟が認められ、同時に常任理事国とされた。
1936年からのスペイン内戦ではソ連が左派色の強い共和国政府を支援したのに対し、英仏両国は中立策を取ったため、結果としてドイツやイタリアの支援を受けたフランコ将軍のファシズム勢力の勝利を許した。1938年のミュンヘン会談や1939年の独ソ不可侵条約は、ソ連と英仏の相互不信がナチス・ドイツを利した物であった。また、1939年5月には英仏がポーランド・ルーマニア・ギリシャ・トルコ・ベルギーに対する侵略に、英仏ソが連携して対応する提案が行われたが、ソ連は拒否した。結果として1939年9月にドイツのポーランド侵攻で第二次世界大戦が始まると、ソ連は不可侵条約の秘密議定書に基づいてポーランド東部を占領・併合した。ポーランド政府はロンドンで亡命政権を作ってソ連と敵対し、英ソ両国間の新たな火種となった。ソ連は続いてフィンランドに侵攻して冬戦争を開始したが、イギリスは自らと同じ資本主義・民主主義国家のフィンランドに同情的で、これは国際連盟からのソ連除名へとつながった。
1941年6月の独ソ戦開始後、ソ連はイギリスの孤軍奮闘状態となっていた連合国側に参加し、相互支援を行った。1941年のイラン進駐はイギリスとソ連が協調して行ったものである。しかし、労働党も参加した挙国一致内閣の首相となったチャーチルは、ナチス・ドイツ打倒のためにソ連は利用するものの、その反共主義は変えず、これを承知しているスターリンもチャーチルを警戒していた。両国間にはポーランド問題やその他の問題が山積しており、関係は必ずしも良好ではなかった。1944年のモスクワ会談（en:Moscow Conference (1944)）でチャーチルは東欧諸国におけるイギリスとソ連の勢力関係をパーセントで表した表を提示したが、合意は得られなかった。結果としてポーランド問題ではイギリスが譲歩せざるを得ず、両国の間にはしこりが残った。1945年5月にドイツは降伏し、英ソ両国は旧ドイツ・オーストリア両地域で分割占領に参加した。同年7月のポツダム会談にもチャーチルとスターリンが共に参加したが、チャーチルはその最中に行われた総選挙で敗北して労働党のクレメント・アトリーに政権を奪われ、会議からも途中で去った。
その後、8月にソ連はイギリスと1941年以来戦争を続けていた大日本帝国に対して宣戦し、9月に日本が降伏文書に調印した後の12月に発足した対日理事会には両国が参加した。ただし、こちらではアメリカの影響力が強く、ソ連やイギリスの関与は限られていた。
第二次世界大戦終結後の1946年、前首相としてアメリカ各地を講演していたチャーチルはいわゆる「鉄のカーテン」演説を行い、東西対立の世界を表現した。アトリー政権も戦災復興や各植民地の独立運動高揚に直面した帝国の再建にはアメリカが主導するマーシャルプランに参加する他なく、イギリスは外交面での主導権を徐々に失いながらもアメリカに依存して帝国の維持を図り、1949年には北大西洋条約機構(NATO)の原加盟国となった。これは1951年に首相に復帰したチャーチルも踏襲し、両国は世界第2（ソ連＝1949年）・第3（イギリス＝1952年）の核保有国として対立を続けた。しかし、1950年1月に中国共産党の中国人民解放軍が香港に迫ると、イギリスは西側主要国で最初に、当時はソ連の強い影響下にあった中華人民共和国の承認に踏み切った。
1956年に起きた第二次中東戦争（スエズ動乱）でイギリスはソ連が支援するエジプトのナセル政権に外交的敗北を喫し、スエズ運河を失った結果、世界各地での植民地支配そのものの維持が困難となったため、一層の対米依存が進んだ。なお、1962年から1963年にはフィルビーがソ連に亡命し、一方でプロヒューモ事件でハロルド・マクミラン保守党政権が致命的な打撃を受けるなど、イギリス政治にソ連の情報網が大きく関与する出来事が重なった。
1975年にはアメリカと東欧も含めたヨーロッパも参加した全欧安全保障協力会議(CSCE)によるヘルシンキ宣言が締結された。このヘルシンキ宣言は第二次大戦の結果定められた国境の不可侵を認め、ソ連や西欧諸国の安定化を定義した一方、ソ連国内での人権問題などにも影響を与えた。また、フランスが西ドイツを巻き込みながら主導権を取った欧州共同体(EC)もソ連との経済協力を進める一方、1980年代にソ連が中距離ミサイルSS20を配備した時には西欧各国の政府は反発し、アメリカが対抗策として行った同種のパーシング・ミサイル配備を認め、その際に各国内で起こった広範な反核運動には屈しなかった。
1985年3月にゴルバチョフがソ連共産党書記長に就任した時、イギリスは強く反共主義を唱えた保守党のマーガレット・サッチャー政権だったが、書記長就任前にイギリスで会談した経験からサッチャーはゴルバチョフを高く評価し、早期から好意的な反応を示した。1986年4月にチェルノブイリ原子力発電所事故が発生し、ゴルバチョフ政権がペレストロイカやグラスノスチを提唱してソ連社会の改革を進めると、イギリスは積極的な支援を行った。結果として、西欧諸国による対ソ接近の先行が、東ヨーロッパ諸国の民主化や冷戦の終結を早めた。

#### フランス
フランス共和国（フランス第三共和政）は1891年成立の露仏同盟によってロシア帝国と強い同盟関係にあり、シベリア鉄道の建設を含めた「遅れた工業化」、さらに露清銀行の設立など、ロシアの国家政策にはフランス資本の関与が大きかった。十月革命の直後にボリシェビキ政権が宣言した対外債務の一方的破棄宣言はフランス側には到底受け入れられず、革命後の内戦ではシベリア出兵にフランス領インドシナの植民地軍を送り、ヨーロッパロシアでは白軍やイギリス軍を支援したが、結局は敗れ、早期に撤退した。ニコライ2世のいとこにあたるナタリー・パレなど、革命で祖国を追われたかつての帝国貴族や富裕層はパリに白系ロシア人のコミュニティを作り、ロマノフ朝の後継者としてロシアの帝位継承者を名乗った人物達もフランスに住んだ。
一方、フランスは第一次世界大戦後もドイツの再起を警戒するため、東欧諸国と連携の動きを取った。小協商とよばれるチェコスロバキア・ルーマニア王国・ユーゴスラビア王国三国の協力体制に密接に関与しており、ロシアから独立したポーランドとも軍事同盟を締結した。しかしチェコスロバキアを除いた国々はいずれもソ連との間に問題を抱えていた。1924年6月、対ソ融和的であった急進党のエドゥアール・エリオが政権につき、フランスは10月28日にソ連を承認した。しかしこの動きは小協商諸国とのきしみを生み出すことになり、東欧におけるフランスの影響力は次第に低下した。
1930年代にはいると、ソ連はドイツを警戒してフランスに不可侵条約締結を打診するようになった。当初は帝政時代の債務問題を理由に拒絶していたフランス側だったが、アリスティード・ブリアンによる対独融和が失敗したこともあり、1931年から交渉が開始された。1932年11月29日に仏ソ不可侵条約（fr:Franco-Soviet Treaty of Mutual Assistance）が締結された。しかし反共の勢力が根強いフランスの国論は二分され、議会で批准されたのは、ドイツでアドルフ・ヒトラー政権が成立した後の1933年5月16日になってからだった。フランスはドイツ抑止のため、ソ連を含む東方の「ロカルノ体制」を構築する構想があった。しかしソ連が周辺諸国と結んだ「侵略の定義に関する条約」への加入には難色を示した。一方ソ連側も小協商諸国によるソ連承認と、ルーマニアのベッサラビア問題解決のため、フランスの協力を必要としていた。チェコスロバキアとルーマニアはソ連承認に動いたが、ユーゴスラビア国王アレクサンダル1世はソ連承認を頑として認めなかったため、小協商諸国の団結は崩壊した。1936年にフランスでは人民戦線政権が成立、フランス共産党も参加した連立政権ではフランス社会党(SFIO)のレオン・ブルムが首相となった。スペイン内戦に関しては表向き不介入であったが、ソ連からスペインに送られる軍需物資通過を黙認し、時に援助した。
第二次世界大戦が始まっても、フランスではしばらくまやかし戦争と呼ばれる停滞が続いた。この間、ソ連がフィンランドに冬戦争を開始すると、フランス国内では反ソ感情が一挙に巻き起こった。首相エドゥアール・ダラディエはフィンランド救援のため、対ソ断交やカフカース地域を通っての攻撃を提案したが、イギリスに拒否された。冬戦争がフィンランドの敗北に終わると、ダラディエは救援失敗の責任を追及されて首相を退くことになった。
1940年5月のナチス・ドイツのフランス侵攻によりフランスが敗北し、崩壊した第三共和政に変わってフィリップ・ペタンを主席とするフランス国（ヴィシー政権）が成立したが、これはドイツの傀儡に過ぎず、対ソ外交で独自色を出すことは出来なかった。いっぽうヴィシー政権に対抗するレジスタンス運動と、ソ連やフランス共産党は距離を取っていた。しかし1941年6月22日の独ソ戦開始がその様相を一変させた。自由フランスのシャルル・ド・ゴールは翌日に軍事提携の意向を声明し、8月22日には独自の提携関係を求めた。ソ連も自由フランスの「フランス国民委員会」（fr:Comité national français）を承認し、連携を強めた。独ソ戦では自由フランスからの義勇兵パイロットも派遣され、100名に及ぶパイロットが独ソ戦で戦った。自由フランスと英米の関係は必ずしも良好ではなく、ド・ゴールは戦後のためにソ連との協調を模索していた。フランス国内ではフランス共産党が激しいレジスタンス運動でヴィシー政権、および1942年以降にフランス全土を占領したドイツ軍を攻撃し、即決処刑を含む厳しい弾圧にもかかわらず抵抗を続けた。一方でヴィシー政権のジョゼフ・ダルナンはドイツ側に義勇兵を出し、独ソ戦で戦わせた。このフランス人義勇兵部隊は最終的に第33SS武装擲弾兵師団「シャルルマーニュ」となり、1945年3月にソ連軍の攻撃で壊滅した後も一部が戦争最終盤のベルリンの戦いまでソ連軍との戦闘を継続した。
独ソ戦でドイツ軍の陸上戦力の大半と戦っていたソ連側から「第二戦線」開設の強い要請を受けた米英を中心とする連合国が1944年6月にノルマンディー上陸作戦を成功させて西部戦線の戦いが本格的に再開されると、同月からバグラチオン作戦を開始したソ連軍の大攻勢と合わせ、欧州での戦いは大きく連合国側優位に傾いた。8月25日にフランスの首都パリの解放が実現し、8月31日にフランス共和国臨時政府が正式に帰還すると、ソ連は10月23日に米英両国と同時に臨時政府を承認した。ド・ゴールは1944年11月からソ連を訪問し、12月10日に20年間を期限とする仏ソ同盟条約（fr:Traité d'alliance entre la France et l'URSS）を締結した。戦時中の対独降伏や戦勝への貢献度の低さによってアメリカやイギリスからはその地位を低く見られがちだったフランスは自らを第二次世界大戦の主要戦勝国、そして国際連合の五大国の一つとして影響力を保持するための独自外交路線を指向し、それにはソ連との関係が重要だった。しかし、1946年に第四共和政政府が成立するとド・ゴールは引退し、フランス政界は戦前の不安定さが再現された。共産党はこの時期の国政選挙で25%を超える得票率を続け、1945年10月の制憲議会選挙と1946年11月の国民議会選挙では第1党となって社会党中心の挙国一致政権に参加したが、閣内での影響力は発揮できず、1947年5月にゼネスト問題を機に政権を離脱した。
共産党が去った後、社会党のポール・ラマディエ首相はマーシャル・プランの受け入れなどでアメリカに接近した。また、第二次大戦での日本占領が終わったベトナムで共産主義者のホー・チ・ミンが建国を宣言したベトナム民主共和国に対し、当初のフランス連合内での独立承認を撤回し、1946年からは（第一次）インドシナ戦争に突入した。フランスの政権が保守系に移ってもこの方針は変わらず、1949年にはかつて阮朝の皇帝だったバオ・ダイを擁立したベトナム国を作ったが、ソ連は1950年にベトナム民主共和国を承認し、中華人民共和国とともに軍事支援を行ってフランス軍と戦わせた。また、同年からの朝鮮戦争でも朝鮮民主主義人民共和国にはソ連空軍が、大韓民国にはフランス軍が国連軍の一部として派遣された。東西冷戦の激化と「熱戦」化はフランスの対独報復政策を断念させ、フランス占領地域を含めた1949年5月のドイツ連邦共和国（当時の西ドイツ）成立、同年の北大西洋条約機構(NATO)創設につながった。しかし、ベトナムの再支配を狙ったフランスのインドシナ駐留軍は1954年5月にディエンビエンフーの戦いでベトナム軍に降伏し、新たに登場したピエール・マンデス＝フランス首相は同年7月にジュネーブ協定に調印してインドシナ半島からの撤退を決め、これ以後の右派政権支援はアメリカが肩代わりすることになった。
1954年11月、アルジェリア民族解放戦線(FLN)の一斉蜂起によってアルジェリア戦争が始まり、今度はアフリカで仏ソ両国の激突が始まった。フランス領アルジェリアの分離独立はフランス政府や現地のヨーロッパ系住民（ピエ・ノワール）にとって全く受け入れられない要求だったが、現地人口の過半を占めるアラブ系住民による民族自決への支援はソ連の伝統的な外交方針とも一致していた。アルジェリア国内での激烈な弾圧とテロの応酬はやがてフランス植民地帝国全体の危機につながり、1958年には遂に第四共和政そのものが崩壊して、政界に復帰したド・ゴールによる第五共和政の成立につながった。当初の予想に反してド・ゴールはアルジェリア独立を認め、1962年にはエビアン協定を結んで正式にアルジェリアから撤退した上で、国内の激しい抵抗を抑え込んだ。また、「アフリカの年」と呼ばれた1960年をピークに西アフリカ等のフランス植民地が次々と独立すると、新たな独立国はフランス共同体の枠組みで経済権益の確保を目指すフランスと、伝統的な共生型部族社会の構造を色濃く引き継ぐ「アフリカ型社会主義」モデルを通じて影響力の浸透を目指すソ連との間で体制の維持を模索した。
ただし、アルジェリア戦争終結後の仏ソ関係は比較的安定した。大統領として独裁権を握ったド・ゴールは右派政権の大統領だったが、彼の警戒心はソ連以上にアメリカへ向けられ、1960年には原子爆弾、1968年には水素爆弾の実験に成功し、一方で1966年にはNATOの軍事部門から脱退して「独自防衛」路線を明確にした。また、1967年には欧州共同体（EC、現在の欧州連合(EU)の前身）を創設したが、これは欧州最大の経済力を持った西ドイツとの連携で「多極化」世界での主導権を確保する狙いがあり、冷戦でソ連と厳しく対立するアメリカとは異なる外交方針を持った。ド・ゴールがイギリスの欧州経済共同体（EEC、1967年からEC）加盟を拒否したことは、イギリスと緊密な関係を持つアメリカの影響力が西欧諸国に強まるのを防ぎ、ソ連にとってもメリットがあった。ド・ゴールは1969年に大統領職を辞任したが、その後もフランスはソ連の外交政策に対してアメリカとは距離を置き、1979年からのソ連のアフガニスタン侵攻では非難声明を出しながら1980年のモスクワ五輪には国旗・国歌を使わない形で選手団を派遣した。
1981年、大統領選挙でフランス社会党(PS)のフランソワ・ミッテランが当選し、ピエール・モーロワを首相に指名した左派政権が発足した。ソ連のアフガン侵攻を支持していたフランス共産党も参加した社共共闘が勝利し、特にフランス共産党にとっては34年ぶりの与党復帰となったが、銀行国有化などの社会主義的経済政策について国内世論は紛糾し、遂に1984年にはモーロワ内閣が総辞職し、続くローラン・ファビウス政権では共産党が離脱した。さらに1986年の総選挙でも社会党は敗れ、右派の共和国連合のジャック・シラクが首相となるコアビタシオン（保革共存）状態となったが、半大統領制のフランスでは大統領に外交面での強い権限がある事から、ミッテランによる対ソ政策はアメリカのレーガン政権の強硬策とは大きく異なった。1985年10月には3月にソ連共産党書記長になったばかりのゴルバチョフがパリを訪れ、その際の演説で西ヨーロッパを攻撃目標とした中距離核ミサイルの全廃に言及したことは、11月のジュネーブ米ソ首脳会談への地ならしとなった。ECのリーダーとしてのフランスがソ連との対話や友好を重視し、さらにミッテランが1988年の大統領選で再選されたことは、一連の東欧民主化や冷戦終結にもプラスに作用した。

#### ドイツ
1917年11月7日のロシア革命でボリシェヴィキが掲げた重要なスローガンには、4年目に入りロシア軍の苦戦が続く第一次世界大戦の即時講和があった。しかし「非併合・非賠償」のソビエト側提案をドイツは拒否し、1918年2月にソビエト外務人民委員（外相）のレフ・トロツキーが交渉を打ち切るとドイツ軍は攻撃を再開してロシアの首都ペトログラードに迫った。これでドイツ国内での革命発生のためにも即時講和を志向したウラジーミル・レーニンは譲歩を決断し、1918年3月3日にブレスト＝リトフスク条約を締結した。ロシアはウクライナ・フィンランド・バルト海沿岸を含む広大な領土を放棄し、将来の帰属は住民に委ねるという名目付きで事実上ドイツやオーストリア・ハンガリー帝国への割譲がなされ、さらに追加条約で多額の賠償金支払いに応じた。このレーニンの譲歩はロシア国内で激しい反発を起こし、ソビエト政権からの左翼エスエル（社会革命党左派）の離脱や反革命派の拡大を招いて、ロシア内戦の激化とボリシェヴィキ一党独裁体制の成立につながった。
ところが、1918年11月にドイツ革命が開始され、ドイツ帝国が崩壊して、ドイツ社会民主党と保守派が協力する共和制の新政府（ヴァイマル共和政）が協商国側に降伏すると状況は大きく変化した。ソビエト側はブレスト＝リトフスク条約を破棄し、ドイツ国内で新政府に反対し社会主義武力革命の実現を主張するスパルタクス団（同年12月にドイツ共産党を結成）に期待した。しかし、1919年1月の武装蜂起は失敗し、指導者のカール・リープクネヒトとローザ・ルクセンブルクが殺害され、レーニンが望んだ西欧諸国での連続革命は実現しなかった。一方でこの実力者の喪失は、ドイツ共産党に対するコミンテルンの支配が強まる原因ともなった。また、ドイツ降伏直後に建国したポーランド共和国がロシア内戦に続くポーランド・ソビエト戦争でソビエト政権と戦い、フランスの支援を受けながらソビエト政権やドイツに対する緩衝国として存続した事で、独ソ関係の対立は収束されていった。結局、1919年6月調印のヴェルサイユ条約でドイツはブレスト＝リトフスク条約で得た領土や賠償金を放棄した。1921年にはコミンテルンから派遣されたクン・ベーラの指導により、中部ドイツで共産党が蜂起する事件があったが、間もなく鎮圧された（de）。
1922年4月のラパッロ条約で、ドイツは他の欧米強国に先駆けてソビエト政権を承認し、賠償請求権を相互に放棄した。これは依然として外交的孤立が続くドイツのヴァイマル共和国とソビエトの弱者連合ではあったが、潜在能力の高い両国の協力関係が成立した事は国際政治に影響を与え、1920年代に資本主義諸国がソ連を承認するきっかけとなった。またこの条約に伴う秘密条項により、ソ連はドイツの各種援助や技術供与を得て経済や軍の建設を進めた。一方でドイツ側も軍事訓練の場を提供され、後の再軍備の礎となった（1941年までの独ソ関係（en:Soviet–German relations before 1941））。1923年のルール占領に伴うインフレーションの時期には共産党閣僚がザクセン州やテューリンゲン州の州政府に入閣し、革命を全ドイツに広げようとする動きがあったが鎮圧された。その後の好景気もあって共産党は衰退したが、1929年の世界恐慌後の大不況を機に再び勢力を伸ばした。共産党はコミンテルンの指示もあり社会ファシズム論を主張し、議会主義を維持し政権維持のため資本家と妥協する社会民主党を激しく攻撃した。一方で同様に勢力を拡大した国家社会主義ドイツ労働者党（ナチ党）については、「ナチスは社会民主党の組織を破壊するがゆえにプロレタリア独裁の先駆である」「ナチスの政権掌握は必至であり、その時共産党は静観するであろう」と、コミンテルンもドイツ共産党も楽観論で統一されていた。
1933年1月、ドイツでアドルフ・ヒトラー政権が成立すると一変した。2月に発生したドイツ国会議事堂放火事件後の大統領令で共産党を事実上非合法化し、3月には全権委任法を成立させ、ナチ党による強力な一党独裁体制を短期間で整えた（ナチ党の権力掌握）。イデオロギー的に全く相容れず、更に「ゲルマン民族の東方生存圏」として自らの領土への侵略を主張されたソ連はこの状況に激しく反発した。1935年にはドイツでの失敗を理由にして社会ファシズム論の誤りを認め、世界各地の共産党に社会民主主義政党や自由主義政党との協力による人民戦線結成の指令を出した。
しかし、英仏に不信感を持つスターリンはドイツとの外交関係断絶は選択せず、英仏の支援を受けた「反共十字軍」のドイツからの攻撃を回避しようと考えた。1938年のミュンヘン会談はスターリンの疑念を更に高め、ソ連のヴャチェスラフ・モロトフ外相は1939年8月23日にドイツのリッベントロップ外相と独ソ不可侵条約を締結し、秘密協定でポーランド分割とバルト三国・ベッサラビア・フィンランドに対するソ連の勢力を承認することで合意した。これでドイツはポーランド侵攻の確実な成功を狙い、ソ連は西方への勢力圏拡大と国境の安定化を図った。9月1日、ドイツがポーランドに侵攻して第二次世界大戦が開始されるとソ連軍もポーランドに攻め込み、ポーランド東部はソ連に併合された。この不可侵条約に世界中が驚愕したが、両国間の平和は結局一時的なもので、ルーマニア国境の変更問題を協議する第二次ウィーン裁定にソ連は招致されず、不信感が募った。ヒトラーは対仏勝利後からソ連侵攻計画を開始し、スターリンがドイツによる侵攻の兆候を見落とした結果、1941年6月22日に開始されたバルバロッサ作戦でソ連は大損害を受け、1945年まで続く独ソ戦（大祖国戦争）へと引きずり込まれた。独ソ戦開始後の1941年8月には、18世紀のエカチェリーナ2世時代からヴォルガ川中流域に在住していたヴォルガ・ドイツ人の民族集団追放が実施され、約60万人（1939年人口調査）と言われたその自治共和国は消滅した。
独ソ戦の前半においてドイツ軍は大勝利を収め、ウクライナ・モルダビア・白ロシア・バルト三国、それにロシアのヨーロッパ部分を合わせた広大なソ連領を占領した。ウクライナなどの民族主義者にはソ連からの祖国解放を歓迎してドイツへの協力を行う者もいたが、「ゲルマン民族の東方生存圏の確立」を重視したドイツの占領政策は過酷だったため、占領地の人民はソ連側のパルチザン活動に協力し、ドイツは占領地や捕虜に対して残虐な報復を繰り返していった（ソビエト連邦戦争捕虜に対するナチスの犯罪行為も参照）。ドイツは1941年12月のモスクワ攻略戦失敗の後、1942年夏にブラウ作戦を発動したが、この戦争での再遠到達点の一つであるカフカース山脈のエルブルズ山登頂を果たすにとどまり、カフカース地方の油田地帯の制圧とヴォルガ川の水運遮断は1943年1月にスターリングラードで包囲されたドイツ第6軍が降伏して完全に失敗した。このスターリングラード攻防戦と、続くクルスクの戦いは戦争全体の転換点となり、1944年にはレニングラード包囲戦にも敗れたドイツ軍の退却と、それを追撃するバグラチオン作戦の成功によるソ連軍のドイツ領内侵攻が起こった。リッベントロップ外相はソ連との和平を求める工作を継続していたが、ヒトラーの拒否にあい失敗している。1945年にはベルリンの戦いが開始され、ヒトラー自殺後の5月2日にベルリンはソ連軍に占領された。5月8日にドイツは連合国に無条件降伏をした。ドイツ軍による占領地での残虐行為への報復感情から、ベルリンでは赤軍による暴行や略奪が頻発した。これはドイツ人の反ソ感情を新たにかき立てた。
戦争の勝利でソ連は首都ベルリンの西部（西ベルリン）を除くドイツ東部地区を占領した。旧ドイツ領北東端の東プロイセンの北部はロシア社会主義共和国カリーニングラード州として併合し、それ以外のプロイセンやシュレジェンなど（旧ドイツ東部領土、ポーランドにおける回復領）は後に社会主義化したポーランドへ編入させた。支配民族として優遇されていた現地のドイツ人の状況は一変し、ある者はソ連軍の侵入を恐れて戦時中に、別の者は戦後にソ連軍からの追放命令を受け、それぞれ財産を奪われてドイツへ追放された。移動中に命を落とす者も多く、帰還者はその後の西ドイツで対ソ強硬論を唱える保守派の支持基盤となった。
ベルリン市をふくむドイツ本国地域は米英仏ソの4国に分割占領されたが（連合軍軍政期 (ドイツ)）、ソ連占領地域とそれ以外の西側3ヶ国の占領地域では1948年の通貨改革や同年のベルリン封鎖で分裂が明確になっていった。ソ連は自国が管理するドイツの東部地域で共産党が社会民主党を併合して成立したドイツ社会主義統一党(SED)の独裁統治体制を確立させ、ドイツ民主共和国（東ドイツ）を1949年10月に成立させた。一方、アメリカ・イギリス・フランスの西側3カ国の占領地域では同年5月にドイツ連邦共和国（西ドイツ）が成立していた。ソ連は当初、ドイツを非武装・中立の統一国家として再建する方策を考えていたが、冷戦の激化で東西両ドイツの分断が確定化していき、ソ連は冷戦の最前線をドイツで抱え、なおかつ「赤い海に浮かぶ灯台」としての西ベルリンを突きつけられた。この状況に対し、ソ連はベルリン封鎖で西ベルリンの放棄を西側に迫ったが失敗し、アメリカの支持を受けたドイツキリスト教民主同盟(CDU)のコンラート・アデナウアーが初代首相となった西ドイツの反共主義は一層固まった。また、野党となった社会民主党(SPD)もソ連共産党とは断絶し、1959年にはバート・ゴーデスベルク綱領でマルクス主義そのものからも離脱して中道色を強めた。共産党は1949年の第1回選挙でドイツ連邦議会に進出したが、1952年に国家基本法違反として解散命令が出され、影響力を失った。
分断後の東ドイツはヴァルター・ウルブリヒト社会主義統一党書記長の指導下、一貫して社会主義陣営の優等生として振る舞い、常にソ連との緊密な関係を維持した。1953年のスターリン死去直後に起こった東ベルリンでの反ソ暴動も鎮圧され、ソ連は大軍を東ドイツ国内に展開した。1961年8月にはベルリンの壁が築かれ、東ドイツ市民の西側逃亡が実力阻止されて、労働力を確保した東ドイツの経済発展基盤が確立した。東ドイツはワルシャワ条約機構の参加国として1968年のチェコスロヴァキア軍事介入にも参加し、1971年にウルブリヒトの後を受けたエーリッヒ・ホーネッカーも常にソ連の外交・軍事政策を強く支持した。東ドイツはソ連軍をナチ支配からの解放軍で、西側からの侵攻を阻止する防衛軍ととらえた。ソ連としても東ドイツは東ヨーロッパの衛星国で最も重要な、かつ最も危険な国ととらえ、対西側陣営を含めた活発な工作を行った。後にロシア連邦の大統領となったウラジーミル・プーチンもソ連国家保安委員会(KGB)の情報員として東ドイツに駐在していた。また、経済面でもソ連をモデルにした農業集団化や大規模な国営企業の創設が行われ、経済相互援助会議（COMECON）加盟国中の工業先進国としてソ連や東ヨーロッパ各国の市場を確保しながら一定の経済的繁栄を遂げた。ただし、それでも世界有数の工業国となった西ドイツとの経済格差は大きく開き、西側の豊かな生活の情報は西ベルリンのテレビ塔などから日常的に流れ込むため、社会主義体制やソ連に対する国民の不満は強かった。
一方、西ドイツとの間では1955年にアデナウアーがモスクワを訪問して国交が成立し、東側への送還を拒んだドイツ軍捕虜の西ドイツ帰還が実現したものの、ソ連はハルシュタイン原則を堅持する西ドイツ政府に東ドイツの存在を認めさせる事はできなかった。しかし、1969年に戦後初の社会民主党出身首相となったヴィリー・ブラントは東方外交を開始し、1972年の両ドイツ基本条約で東西ドイツの相互承認が行われた事で、ソ連の対西ドイツ政策はようやく安定し、西ドイツ政府による東部国境線（オーデル・ナイセ線）の承認によってカリーニングラードの領有も確定した。これにより1973年には両ドイツの国際連合同時加盟が実現した。次のヘルムート・シュミット政権もソ連との関係改善を進めた。以後、東西冷戦の最前線としてソ連と西ドイツは対立しながら、政治面・経済面での対話や協力を進めた。しかし、保守・中道連立政権を奪回したヘルムート・コールは再び対ソ強硬論に戻り、ソ連軍のSS20に対抗する米軍のパーシング・ミサイル導入を決め、国内の反核運動を抑えた。
ゴルバチョフ政権になると、ソ連と東西両ドイツの関係に変化が生じた。ゴルバチョフは英仏と共に積極的なペレストロイカ支援を表明した西ドイツのコール政権に応える一方、東ドイツの国家評議会議長になっていたホーネッカーに対してはその保守性と経済停滞を厳しく批判し、国内改革の遅れがもたらす危険性を警告した。ホーネッカーはこれを無視したが、1989年夏の大量亡命から始まった民主化要求に対応できず辞任、社会主義統一党は民主化に向けた大幅な譲歩を強いられた。同年11月9日にベルリンの壁崩壊が起こると、東西両ドイツで急速に統一への気運が高まった。ゴルバチョフは当初ドイツ再統一への期間を長期と考え（これはアメリカとも一致していた）、東ドイツの枠組みを残し、NATOの展開を阻止する事を考えていたが、1990年3月の東ドイツ総選挙では西ドイツの同名党から全面支援を受け、東ドイツの民主化より急速な統一の実現を訴えたキリスト教民主同盟が勝利し、社会主義統一党政権は崩壊して、東ドイツの急速な国家崩壊が始まった。この状況を得て、コールはゴルバチョフに対し、巨額の経済援助や東ドイツからのソ連軍撤退支援も行った上で、統一ドイツはNATOに加盟するものの、これはソ連の軍事的脅威にならない事を主張した。最終的にソ連もその条件を認め、1990年10月3日に東ドイツ（ドイツ民主共和国）地域の西ドイツ（ドイツ連邦共和国）編入が行われた。同時に1945年から続いた連合軍によるベルリンでの4カ国（ソ連と米英仏）共同管理も終了し、ドイツは統一国家として完全な主権回復を実現した（ドイツ最終規定条約）。
また、戦後もカザフやシベリアからの帰還が認められなかったヴォルガ・ドイツ人の故郷帰還や民族共和国復活も両国間で検討されたが、サラトフ州（当時の首都・エンゲリスを含む）とヴォルゴグラード州（消滅当時はスターリングラード州）のロシア人住民が反発し、再建は実現しなかった。その結果、多くのドイツ人が統一ドイツへ移住する事になった。

#### イタリア
イタリア王国とロシア帝国は、第一次世界大戦を協商国側で戦い、その後の政治的混乱で社会主義勢力が台頭するという共通点があった。しかし、ロシアでは大戦終結に先立って1917年に革命が起こり、ボリシェヴィキが政権を奪取したが、イタリアでは戦後の政権を握った社会党や、そこから1921年にアントニオ・グラムシらが離党して成立した共産党が指導する労働運動の活性化に地主層が拒否反応を示した。彼らは反共主義・愛国主義を唱え左派的な労働運動を攻撃するファシズムを提唱したファシスト党への支持に傾き、1922年にはその指導者であるベニート・ムッソリーニが首相に就任した。これで、イタリアとソ連（ロシア）は政治体制が両極に分かれた。
ムッソリーニ政権は労働組合を法令で禁じた後、1926年にはファシスト党以外の全政党を解散させて一党独裁体制を完成させ、イタリア共産党は非合法活動を強いられた。イタリアは国際的な反共運動の構築を主眼とした外交政策を採った。当初は英仏と接近したが、1935年からの第二次エチオピア戦争でイギリスとの関係が悪化すると、1933年の登場当時は冷淡な対応を取っていたアドルフ・ヒトラー政権のドイツに接近し、1937年11月に日独防共協定へ参加して三国防共協定へと変化させた。また、1936年に始まったスペイン内戦ではドイツと共にフランシスコ・フランコ将軍の反乱軍を援助し、ソ連が支持した人民戦線のスペイン共和国政権を打倒した。
さらに1939年5月には独伊軍事同盟を結び、1940年6月には第二次大戦にも枢軸国側で参戦した。同年9月には防共協定を強化した日独伊三国軍事同盟を結び、10月には併合していたアルバニアからギリシャへ侵攻した。しかしイギリス軍に撃退され、逆にアルバニアに攻め込まれる失態を演じたため、1941年3月にドイツ軍がバルカン戦線 (第二次世界大戦)に投入された。これは結果的にソ連を滅ぼすための貴重な時間をドイツから奪った（これには異論あり）。1941年6月にドイツがソ連を攻撃して独ソ戦が始まるとイタリアも東部戦線へ参加が、イタリア軍はここでも弱体で、ソ連軍（赤軍）の攻撃に遭うと大損害を出した。1943年7月には米英軍によるイタリア上陸作戦が開始され、イタリア国会の代替になっていたファシスト大評議会はムッソリーニを投獄して、9月8日にはイタリア政府が連合国に無条件降伏した。しかし、ムッソリーニは直後にドイツ軍に救出され、傀儡政権のイタリア社会共和国を立てた。結局、イタリア国内は内戦状態になり、東部戦線のイタリア軍は1945年5月のドイツ無条件降伏までソ連軍と戦った。一方、イタリア国内では共産党が復活し、連合国軍に協力するパルティザンとなった。1945年4月にムッソリーニを逮捕し処刑したのもこのパルティザンだった。
戦後のイタリアでは1945年6月にはアルチデ・デ・ガスペリの挙国一致内閣が誕生し、共産党が初めて入閣した。1946年6月には王政が廃止され、同年10月にはパリ講和会議で伊ソ間の外交関係が樹立された。しかし、1947年5月にはデ・ガスペリが内閣改造で共産党を閣外に追放した。以後、イタリアは1949年設立の北大西洋条約機構(NATO)や1958年発足のヨーロッパ共同体(EEC)の原加盟国となり、西側陣営の一員としてアメリカ軍の駐留を認めながら、ソ連との外交関係を維持し、冷戦の状況に応じて変化させた。
閣外に去ったイタリア共産党は1948年にコミンフォルムへ参加し、資本主義国における国際共産主義運動の重要な一員となった。一方、内戦では党外の国民と幅広く協力し、短期間ながら入閣もした事で、共産党最高指導者のパルミーロ・トリアッティは議会制民主主義を維持し、選挙により政権を獲得して社会主義改革を実施する「サレルノの転換」路線を進めた。これは1956年12月、ソ連でのスターリン批判後のイタリア党大会で構造改革論としてまとめられ、1968年にソ連のチェコスロヴァキア軍事介入を批判して、ブレジネフ・ドクトリンに対する独自性をより鮮明にした。1970年代にはこれがエンリコ・ベルリンゲル書記長によりユーロコミュニズム路線へ発展し、共産党からの政権交代も起こる平和革命論を唱えた。1976年総選挙では得票率34.4%となり、資本主義国における共産党の最高得票率も記録した。しかし、保守系の長期政権政党キリスト教民主主義(DC)との大連立も辞さないこの「歴史的妥協」路線に反発してイタリアでの武力革命を主張する極左集団が発生し、その一つの赤い旅団が1978年にアルド・モーロ前首相を誘拐・殺害すると、イタリア政治全体が保守化し、共産党の政権参加は実現しなかった。
一方、大きな路線の相違が発生したにもかかわらず、西側最大の共産党としてイタリア党を重視したソ連共産党との関係も維持された。特にトリアッティはソ連から高く評価され、1964年に建設されたヴォルガ川沿いの都市は同年に死去した彼にちなんでトリヤッチと名付けられた。なお、同地ではベルリンゲルなどの共産党首脳部とも交友のあったジャンニ・アニェッリ会長の決定により、イタリア最大の自動車メーカーのフィアットが1966年から自動車生産を開始している。
ペレストロイカ開始後、ミハイル・ゴルバチョフはイタリアを公式訪問し、当時のジュリオ・アンドレオッティ首相はソ連の改革を支持した。これはイタリア世論の大勢となった。一方、イタリア共産党の複数政党制容認は1990年にソ連共産党でも採用されたが、同時期のイタリア共産党では1989年の東欧革命による各国共産党の改組・路線転換に倣った全面的な党改革が議論されていた。結局、1991年2月に共産党は解党し、最後の共産党書記長だったアキレ・オケットが主導してより穏健で広範な国民の結集を求めて中道左派色を強めた左翼民主党（左翼民主主義者に改称、現:民主党）と、従来の共産党路線を維持しながらも左派色を強めた共産主義再建党に分裂した。

#### バチカン
カール・マルクスが「宗教は阿片である」と説いたように、中世の封建時代から絶大な権威を持ち、貴族や大地主と結んで支配者の側に立つキリスト教のカトリック教会と、宗教や迷信を排し、労働者や農民による階級闘争や武力革命を主張するマルクス主義は宿命的な対立関係にあった。
ロシア革命やその後の内戦の結果、ソビエト政権はカトリックが多数派のポーランドやリトアニアの独立を認め、新たなソビエト連邦の領土は概ねロシア正教会・グルジア正教会などの正教会やアルメニア教会などの東方諸教会などのキリスト教諸派とイスラム教スンニ派の信徒が多い地域に限られた。革命前のロシア帝国ではロシア正教会がロマノフ朝とのツァーリを最高指導者とする政教一致体制をとり、ロシア正教会は国教となっていたが、ソビエト政権はこれを厳しく非難し、その反動から急進的な無神論的主張を唱え、宗派を問わず既存教会・礼拝所の破壊や教会資産の没収を徹底的に進めた。これによりカトリック側の反共主義はより強固になった。1929年には、ソ連はカトリック色の強いグレゴリオ暦に代わるソビエト連邦暦を導入するほどだった（1940年にグレゴリオ暦を復活）。
1929年、イタリアのムッソリーニ政権と結んだコンコルダート（政教協約）のラテラノ条約でローマ教皇庁はバチカン市国として独立国家となったが、スターリンの独裁体制が確立していったソ連との国交は結ばれず、両者は世界各地で対立を続けた。一方、バチカンはソ連以外とは積極的な外交政策を展開し、ナチス・ドイツともコンコルダートによる政教共存関係を結んだ。
1936年からのスペイン内戦では、ソ連が支援する人民戦線の共和国政府に既得権益を奪われそうになったカトリック教会が右派の反乱軍を支援し、フランコ将軍による軍事独裁政権の成立に貢献した。1939年3月にバチカン外交の責任者だったジョバンニ・パチェッリ枢機卿がピウス12世として教皇に就くと、直後の第二次世界大戦では不偏中立を宣言したが、これはナチスによるソ連共産主義打倒を期待したための措置ともみられ、バチカンはナチスによるユダヤ人虐殺（ホロコースト）を食い止められなかったという批判を浴びる事になった。一方、カトリック信徒の中には反ファシズム運動に参加した者もいたが、ソ連を中心とした共産主義運動との広汎な協力は実現しなかった。
第二次世界大戦による世界情勢の変化で、ソ連とバチカンの間には新たな問題が発生した。ソ連はリトアニアを併合し、東ヨーロッパ諸国を衛星国として自らの覇権下に置いたが、その中には国民の90%以上がカトリック信徒のポーランドや、やはりカトリックが多数派を占めるチェコスロヴァキア・ハンガリーが含まれていた。各国のカトリック教会は新たな社会主義政権と対立し、特にハンガリーではミンゼンティ・ヨージェフ (en:József Cardinal Mindszenty) 大司教がラーコシ・マーチャーシュ (hu:Rákosi(Roth) Mátyás), (en:Matyas Rakosi) のスターリン主義的支配に反抗して終身刑を受け、ピウス12世がその解放を強く求めた。ポーランドでも一般国民からのポーランド統一労働者党政府批判がしばしばカトリック教会を通じてなされ、両者の背後にいるソ連とバチカンの関係は険悪なままだった。結局、ミンゼンティは1956年のハンガリー動乱により解放されたが、その後のソ連軍の介入で首都ブダペストのアメリカ大使館に逃れ、15年間の軟禁（外交特権による保護）の後にオーストリアのウィーンへ出国が認められた。彼はこの地で客死する事になった。
また、ソ連国内では東方典礼カトリック教会（帰一教会）の問題が拡大した。ロシア正教会はスターリン体制との妥協により、ソ連共産党によるプロレタリア独裁支配や革命時の教会資産没収などを認めさせられたが、一方では一定範囲内での宗教活動や他のキリスト教各宗派に対する優位性を認めさせ、ソ連政府の宗教政策に影響力を持つようになっていた。独ソ戦でロシア正教会は祖国防衛を呼びかけてスターリンに協力した事も、ロシア正教会の立場を強化した。そして、ロシア正教会からカトリックに復帰した帰一教会は、ロシア正教会の意向を受けたソ連政府が活動許可を下さず、非合法状態に置かれた。第二次世界大戦の際のポーランド分割により、東方カトリック教会で最大の勢力を持つウクライナ・ギリシャ＝カトリック教会の本部があるリヴィウがウクライナの一部としてポーランド領からソ連領に編入された事で、東方カトリック教会の問題はより大規模になり、同時にウクライナ西部での民族主義運動との関連が見られるようになった。
一方、ローマ教皇庁があるイタリアでもカトリック勢力と共産主義の対立が起こった。第二次世界大戦後のイタリアは共和制となり、1948年からはキリスト教民主主義 (DC)を中心とした保守中道連立政権が続いていたが、構造改革論やユーロコミュニズム路線で国民の幅広い支持を得たイタリア共産党が常に議会内の有力な野党であり、特に1970年代には総選挙での政権獲得が現実味を帯びていた。この時、バチカンは共産党への投票者を破門にすると発表し、キリスト教民主党政権を事実上支持して、その存続に力を貸した。
中南米や東南アジアでは、バチカンとソ連の対立関係は全く違った様相になった。これらの地域では伝統的な大土地所有制が温存され、カトリック教会はその少数の富裕層からの援助を受けているが、一部の神学者や司教は制度的抑圧や社会全体の貧困に目を向け、貧者の救済を重視する解放の神学を主張し始めた。これはあくまでキリスト者としての論説であったが、農村改革や利潤の再分配などを重視した解放の神学派の司教達の問題設定は結果的にソ連やキューバが支援する社会主義的な民族解放闘争に近づいた。この解放の神学は教皇パウロ6世などから批判されたが、これらの地域の民衆に根強く支持され、農村における社会主義グループの活動を助けた。
1978年10月16日、バチカンはポーランドのクラクフ大司教だったカロル・ヴォイティワ枢機卿を教皇に選出した。ヨハネ・パウロ2世と称した新教皇は455年ぶりの非イタリア人教皇で、ポーランド人としては初となった。これはポーランド国民のカトリック信仰をより一層強め、反ソ感情を含んだナショナリズムを大きく高揚させた。ソ連は1979年1月にアンドレイ・グロムイコ外相をローマに派遣してヨハネ・パウロ2世と会見したが、ヨハネ・パウロ2世が同年6月に就任後初めてポーランドに里帰りして熱狂的歓迎を受け、1980年には説法中に母国での独立自主管理労働組合「連帯」による広汎な民主化運動へ精神的支持を与え、次いで連帯のレフ・ワレサ議長と会見した事は、ソ連にとっては重大な問題であった。
1981年5月13日、ヨハネ・パウロ2世はバチカンのサン・ピエトロ広場で謁見中にトルコ人テロリストのメフメト・アリ・アジャに狙撃され、瀕死の重傷を負った。逮捕されたアジャはブルガリアの情報機関から支援を受けたと供述した。その背後にはソ連の情報機関・KGBが関与していたという主張は多くの人に信じられている。ヨハネ・パウロ2世が死の直前の2005年にソ連の関与を認めたとも報道されたが、現時点でも確定した事実とはなっていない。いずれにしても、ヨハネ・パウロ2世は一命を取り留め、1983年のポーランド里帰りで当時の最高指導者だったヴォイチェフ・ヤルゼルスキへ戒厳令解除を働きかけた。同年に戒厳令は解除され、その後統一労働者党と連帯側の対話再開（円卓会議開催）から始まったポーランド民主化運動の平和的進行を導くきっかけになった。その後も社会主義諸国の民主化に精神的影響力を維持した。また、東西冷戦の激化に対しては絶対平和主義を唱えて戦争の阻止を呼びかけた。これはむしろアメリカ側の対ソ先制核攻撃論を抑止する効果があった。
ソ連は1985年2月にグロムイコ外相が6年ぶりに教皇と会見し、同年3月にはそのグロムイコが推薦したミハイル・ゴルバチョフが新しい指導者となった。ゴルバチョフは自らをキリスト教徒と告白し、無神論者と見られていたソ連の歴代指導者とは違う印象を与えた。一連の東欧革命が続く1989年12月、ゴルバチョフはマルタ共和国でのブッシュ（父）大統領との会談に先立ってバチカンを訪問し、ヨハネ・パウロ2世との間で初のソ連・バチカン首脳会談を実施した。1990年3月15日に両国は外交関係を樹立（コンコルダートを締結）したが、ソ連国内ではロシア正教会からの強い抵抗があり、活動が合法化されたウクライナ・ギリシャ＝カトリック教会に関する諸問題は1991年12月のソビエト連邦解体で独立した新生ウクライナに引き継がれる事になった。

#### スペイン
1917年当時のスペインはブルボン朝の国王アルフォンソ13世による立憲君主制が敷かれ、第一次世界大戦での中立を保っていたが、強権的で前時代的な社会体制に対する批判はくすぶり、インフレーションの進行で影響力を増していた左派勢力がロシア革命の勝利で一層勢いづいた。ただし、スペインの左派勢力では労働組合による直接行動主義（アナルコ・サンディカリズム）を重視するアナーキズム勢力が非常に強かった。コミンテルンを通じてソ連の指導下にあるスペイン共産党の影響力は小さく、同じマルクス主義政党であるスペイン社会労働党とソ連の関係も微妙であった。
1923年にスペインでプリモ・デ・リベラによるクーデターが発生し、共産党の弾圧を含む国家主義政策が実行されたが1930年に崩壊し、1931年には無血革命が成功して左右両派が連合する第一共和国が成立した。しかし、この時点でもスペインとソ連の関係は希薄であった。
両国の関係が変化するのは1936年である。前年の1935年にコミンテルンが打ち出した人民戦線戦術が成功し、スペイン総選挙で社会労働党・急進社会党（自由主義政党）・共産党などによる左派連合が勝利して、マヌエル・アサーニャを大統領としたスペイン人民戦線政権（第二共和国）が誕生した。しかし、同年7月にはフランコ将軍による反乱が開始され、社会改革に反対する地主や旧貴族などの保守層、それにカトリック教会の支持を受けてスペイン内戦へと発展した。
イギリスやアメリカが中立を宣言し、スペインと同種の人民戦線内閣が早期に退陣した後のフランスもそれに倣った中、ソ連は人民戦線政府（第二共和国）を積極的に支持し、軍事援助を行った。また、人民戦線政府の内部ではソ連の援助を背景にして共産党が影響力を増した。しかし、これはサンディカリズム系労働組合のCNT/FAIやカタルーニャ・バスクなどの地域主義勢力との亀裂を産み、バルセロナではアナーキストと共産党の衝突まで発生した。一方、ナチス・ドイツやイタリアの軍事支援を受けた反乱軍は勢力を拡大し、スペイン全土を制圧していった。1939年、遂に人民戦線政府は降伏し、スペインでは総統に就任したフランコによるファシズム独裁政権が発足した。多くの共産党幹部がソ連に亡命したが、その後にスターリンの大粛清の犠牲になった者も多かった。また、赤軍に入隊して独ソ戦に従軍する者もいた。
同年に開始された第二次世界大戦では、スペインはドイツの圧力にも応じず、サラザール政権のポルトガルと結束して中立を維持し、フランコ体制は戦後も存続した。しかし国際関係での孤立は明白であり、ソ連が安全保障理事会の常任理事国となった国際連合はスペインを名指しで排除した。フランコはこの脱却策としてファシズムに拒絶反応を持つ西欧諸国よりも反共主義で一致できるアメリカとの関係改善を図り、1953年にはアメリカとの間に米西防衛協定を締結し、1955年には同じ独裁体制のポルトガルと同時に国連加盟に成功した。
一方、スペイン国内では共産党や社会労働党が分離主義者と同様に弾圧され、外交関係の断絶が続いた。共産党はフランスで活動し、フランス共産党が採用したユーロコミュニズムの影響を受けた。また、スペインは過去に領有していた広大な植民地の大半を既に喪失していたため、ポルトガル海外領のような植民地解放闘争におけるソ連及び社会主義勢力との軍事対決は発生しなかった。
1975年、フランコ総統が死去し、スペインはブルボン家のフアン・カルロス1世による王政へと復古した。フアン・カルロス1世は大方の予想に反して急速な民主化を開始し、1977年には総選挙を実施した。国内で再建された共産党は内戦や大粛清を生き延びた古参党員達をソ連から迎え、社会労働党などと共に総選挙へ参加した。また、同年にスペインとソ連は国交を樹立し、両国関係はようやく正常化した。
1978年に立憲君主制へ復帰し民主化が完成したスペインでは、1982年総選挙で社会労働党が48%の得票率を得手第一党となり（共産党は約10%）、左派政権を樹立した。フェリペ・ゴンサレス首相は従来の社会労働党の反米路線を放棄してNATOやECに加盟し、西欧諸国の一員としてソ連との関係を築いた。

#### ポルトガル
ポルトガルはイベリア半島をスペインと分割領有し、政治状況もスペインと似通っている。しかし、ポルトガルの場合は、スペイン以上に内政・外交両面でソ連との関係が複雑に絡み合った。
ポルトガルでは1910年に自由主義革命が起き、共和国が成立していた。また、王政時代以来イギリスとの関係が深く、第一次世界大戦では連合国側に立って勝利した。しかし、戦争でポルトガルが果たした役割や戦勝の成果は乏しく、戦後のインフレや経済危機でクーデターなどの政治の混迷が続いた。この状況によりポルトガルでも左派勢力が拡大し、1921年にはポルトガル共産党が結成された。また、サンディカリズムの影響が強く、労働組合がソ連への従属を拒否したのもスペインと同様であった。一方、共産党は国家の近代化を求める軍部の一部に支持者を得ていった。
1926年のクーデターで第二共和制の軍事政権が成立したが、国内での混乱は続いていた。1928年に蔵相へ就任したアントニオ・サラザールは経済再建に成功して支持を集め、1930年には政府の実権を握って単一政党の「国民同盟」のリーダーとなった。1932年には首相を兼任し、エスタド・ノヴォ（新体制）と呼ばれるファシズム的独裁国家体制を建設した。他の政党と同様に共産党は禁止・弾圧され、ソ連との外交関係は成立しなかった。しかし、ソ連の支援を受けた共産党やその他の左派勢力の活動は水面下で続けられ、時折軍隊の反乱や大衆運動の発生などで表面化した。
サラザールはスペイン内戦でナチスドイツやイタリアと共にフランコを支援したが、第二次世界大戦ではそのスペインと共に中立を保ち、アメリカ軍には自国領のアゾレス諸島を基地に提供するなどの便宜を図って、政権の生き残りに成功した。戦後もポルトガルはアメリカによる反共同盟の一角となり、アゾレス諸島の米軍基地供与は1951年の相互防衛協定で固定化され、1955年にはスペインと同時の国際連合加盟に成功した。これはアメリカが強く支持し、ソ連が拒否権行使での加盟阻止を断念したためであった。
ポルトガルとソ連の関係が変化したのは、スペインと違って大戦後もアフリカ大陸に広大な植民地を維持し、さらにこれに固執しようとしたサラザール政権の政策が原因であった。1956年にアミルカル・カブラルがギニア・カーボベルデ独立アフリカ党(PAIGC)を結成したポルトガル領ギニアが先がけとなり、1961年にはアンゴラのアンゴラ解放人民運動 (MPLA)が、1964年にはモザンビーク解放戦線(FRELIMO)が独立を目指す武力闘争を開始した。これらの組織はマルクス主義を掲げ、キューバを通じてソ連からの武器供与や軍事教育を受けた。ポルトガル側はアメリカの軍事支援を受けて対抗したが、政府側の支配地域は徐々に狭まった。また、アジアでは1961年にソ連の友好国であるインドがゴアに侵攻し、ポルトガル守備軍が降伏した。東ティモールでも東ティモール独立革命戦線(FRETILIN)による独立闘争が続けられた。
最前線で苦戦を続けるポルトガル軍の将校には、国家防衛警察(PIDE)による強圧的な治安維持に腐心するサラザールや、1968年の彼の引退後に政権を継承したが内外の問題を解決できないマルセロ・カエターノ首相への不満が高まった。1974年4月25日、アントニオ・スピノラ将軍をリーダーに担いだ左派系の青年将校がクーデターを実行し、首都リスボンはほぼ無血で反乱軍が制圧した。これはポルトガル国民から強く支持され、全土でこのカーネーション革命が成功した。その後発足した新政府は左派系の将校と共に社会党や共産党が中心となり、直ちにソ連との国交を樹立した。その後はスピノラの再クーデターを抑え、企業国有化などの社会主義的政策を主張したが国民からの批判を受け、結局は共産党の影響力は抑えられ、社会党のマリオ・ソアレス首相による社会民主主義政権が登場した。ソアレスはスペインの社会民主労働党政権と同様に、ソ連との外交関係を維持しながら北大西洋条約機構(NATO)やヨーロッパ共同体(EC)加盟を進め、西欧諸国の一員としての立場を明確にした。また、共産党は閣外に去ったが議会内にとどまり、ユーロコミュニズム路線を唱えながらソ連共産党との関係を維持し続けた。
また、カーネーション革命の目的は植民地戦争からの離脱による平和回復と国家再建であり、臨時政府は各地の独立運動勢力と交渉に入った。結局、ポルトガルは1975年にマカオ（1999年に中華人民共和国へ返還）を除く全ての海外領土から撤退し、各地の独立を承認した（独立宣言直後にインドネシアに併合された東ティモールは、その撤退後の2002年に独立を達成）。独立した各国は非同盟主義を掲げながらソ連の強い影響を受け、各地の独立運動勢力はマルクス主義政党となって一党独裁を目指したが、天然資源に恵まれ、当時は白人政権によるアパルトヘイト政策を採っていた南アフリカ共和国、及びその実効支配下にあったナミビアと接するモザンビークやアンゴラでは、南アフリカの支援を受けた右派の反政府勢力が活動し、長期間の内戦を強いられた。これはソ連にとってアメリカとの冷戦が形を変えて熱戦化した「代理戦争」であった。

### 東ヨーロッパ諸国
ソ連の西方、特に第二次世界大戦以降はギリシャを除いて「東ヨーロッパ諸国」と呼ばれるようになったこれらの諸国は、ソ連（ロシア）防衛にとって最も重要な隣接地域であった。その故に、第二次世界大戦までは自らの意志、あるいはドイツの占領によってソ連攻撃の攻撃拠点となり、戦後は逆にソ連が自国を防衛し西ヨーロッパ諸国へ軍事圧力を掛けるための覇権掌握地域となった。そして、ソ連の外交環境を大きく左右する事件が起こったのもこの地域である。それはポーランド・ソビエト戦争、ナチス・ドイツの征服、第二次世界大戦後の衛星国群の成立、プラハの春、そして東欧革命からドイツ再統一と続く一連の流れが示している。

#### ポーランド
現在のロシア連邦も含め、ソ連にとってポーランドは最も重要な隣国であった。かつてはポーランド自体がモスクワを占領するほどの大国であり、近代以降はここからソ連（ロシア）への侵攻・圧迫が加わった。その裏返しとして、ソ連からポーランドへの支配・干渉も長く激しくなった。
1815年、ウィーン体制によるポーランド立憲王国の成立以来、ポーランドはロシア帝国（ロマノフ朝）の事実上の最西端領地であり、領内では産業革命の進展とポーランド人による民族意識の覚醒が進んでいた。1917年11月にロシア本国で社会主義革命が成功した時、既にポーランド全域は第一次世界大戦でロシア軍を破ったドイツ帝国の占領下にあった。戦争継続で苦しい状況にあったレーニンは1918年3月にドイツやオーストリア帝国とブレスト＝リトフスク条約を締結し、ポーランド全域をドイツに割譲したが、同年11月にはドイツがロシア以外の連合国軍に降伏してこの条約が無効となった。この空白を突いて同月にポーランド共和国の独立を宣言され、1795年の第3回ポーランド分割以来の独立国家が復活した。新生ポーランド国家元首になったポーランド社会党のユゼフ・ピウスツキはロシア内戦で白軍を支援してロシア領内に侵攻したが、赤軍はこれを撃退し、逆に1920年からはポーランド国内に侵攻してポーランド・ソビエト戦争となった。ヨシフ・スターリンも指揮官に加わっていた赤軍はポーランドの首都ワルシャワに迫ったが落とせず、反撃を受けて撤退した。1921年にポーランド・ソビエト・リガ平和条約が成立して確定された国境は、ドイツの敗戦処理条約であるヴェルサイユ条約で規定されたカーゾン線よりも東側に大きくずれ、ソ連はウクライナ西部（ガリツィア）やベラルーシ西部をポーランドに奪われた。また、トロツキーが構想したドイツ革命との同盟による世界革命論の実践が不可能となり、後にスターリン体制が進めた一国社会主義体制の建設に迫られた点でも、ソ連外交の転換点となった。
戦争を乗り切ったポーランドでは1926年からピウスツキの独裁体制が敷かれた。議会制民主制は阻害されたが、イギリスやフランスと結び、ソ連や共産主義勢力の浸透や敗戦国ドイツの復讐を警戒する外交方針には変化がなかった。ピウスツキとスターリンは1932年に不可侵条約を結んだが、両者の疑心暗鬼は解消されなかった。一方、ピウスツキはナチス・ドイツのアドルフ・ヒトラーから打診された反共大連合にも加わらず、不可侵条約の締結にとどめたため、ソ連・ポーランド国境は一触即発というほどまでには緊張が高まっていなかった。ポーランド共産党は非合法で、農民運動関係者や一部の知識人からは支持されたものの、ポーランド人に根強い反ロシア感情のせいで弱体だった。更にはスターリン主義体制のソ連からの指令も混乱に拍車を掛け（後にソ連研究の大家となるアイザック・ドイッチャーはこの時期に党から除名）、遂に第二次世界大戦直前の1938年にはコミンテルンによって解散が命令された。
1939年8月23日、イデオロギー面で宿敵のはずのナチス・ドイツとソ連が独ソ不可侵条約を結び、秘密議定書でポーランドの東西分割を約した。1935年のピウスツキ死後は保守派の集団指導体制になっていたポーランド政府は8月25日に英仏両国と相互援助条約を結び、9月1日からのドイツ国防軍のポーランド侵攻が第二次世界大戦の幕開けとなったが、ポーランドの情勢は好転しなかった。そして9月17日にソ連が東側からポーランドに侵攻すると、ドイツとの戦闘で消耗していたポーランドの望みは絶たれた。10月までにポーランドは独ソ両国に分割占領された。ソ連は占領地域をウクライナと白ロシアの両ソビエト共和国地域に編入した。新しい国境はヴェルサイユ条約締結の際に提起されたカーゾン線にほぼ沿い、戦前のウクライナ人・ベラルーシ人多数地域をソ連（ウクライナ・白ロシア）に取り込む合理性はあったが、これはポーランド人の大量粛清や追放を伴う血なまぐさい物となった。
パリ、続いてロンドンに逃れたポーランド亡命政府とソ連政府の険悪な関係は1941年6月の独ソ戦開始後でも容易に改まらず、むしろ1943年にドイツが発表した、ソ連秘密警察の内務人民委員部(NKVD)によるポーランド人将校・官僚の虐殺、カティンの森事件の発覚などで悪化していた。一方、独ソ戦の開始でポーランド国内の共産主義者は激しい反独闘争（ソ連支援）を始めていた。1944年8月1日、独ソ戦の戦況が逆転してソ連赤軍が旧ポーランド領を次々と占領する中、亡命政府系のポーランド国内軍(AK)がワルシャワ蜂起を決行した。しかし、郊外のヴィスワ川まで到達していた赤軍はワルシャワ市内に突入せず、約2ヶ月間で20万人とも呼ばれる死者を出した蜂起は失敗した。これは、亡命政府やAKがポーランドを支配することをスターリンが嫌ったためという説が、赤軍の急速な進軍はワルシャワ攻防戦の損害に耐えられなかったという説よりも有力となっている。赤軍のワルシャワ占領は1945年1月に行われたが、ドイツ軍とともにAKも赤軍の掃討対象となった。一方、ソ連はこれに先立って同年7月に共産系のポーランド人民軍(AL)、次いで東部のルブリンでポーランド国民解放委員会（ルブリン政府）を成立させ、戦後支配の布石を着実に打っていた。
1945年5月にドイツが降伏し、欧州での第二次世界大戦が終結した時点で、ポーランド全土は赤軍の占領下にあった。戦前のポーランド共和国はロンドン亡命政府が正当な継承者として認められ、ルブリン政府と合同した挙国一致政権となった。スタニスワフ・ミコワイチクなどの指導者が帰国したが、ソ連の強い圧力の下、内相を得て警察権力を掌握したポーランド労働者党が反対派を投獄・処刑する状況が続いた。1946年6月の国民投票（旧憲法廃止・農地改革・国境線変更）と1947年7月の総選挙では不正選挙の結果、ヴワディスワフ・ゴムウカ書記長が副首相として実権を握っていた労働者党（総選挙では同党は社会党などと「民主ブロック」を組織した）が圧勝し、唯一の野党、ポーランド農民党を率いて敗北したミコワイチクは亡命した。そして1948年にポーランド人民共和国が成立し、新たに成立したポーランド統一労働者党による人民民主主義体制が完成して、ポーランドはソ連に忠実な衛星国となった。ポーランド政府の国防相には赤軍（戦後はソ連軍）将校でポーランド出身のコンスタンチン・ロコソフスキーが就任し、ソ連によるポーランドの軍事支配を強烈に示した。また、1946年の国民投票で承認された新国境（西方はオーデル・ナイセ線）により、旧ポーランド東部領のソ連併合が確定し、ポーランドの領域は旧ドイツ領を併合して西方へ移動することになった。
しかし、社会主義ポーランドはソ連や他の東欧諸国とは微妙に違う歩みを見せ始めた。ゴムウカは「民族主義的」だとしてスターリンから批判されて1948年に失脚し、1951年からは投獄された。代わって統一労働者党の書記長になったボレスワフ・ビェルトは反体制派の弾圧を進め、ソ連型社会主義の象徴でもある農業集団化政策に着手したが、自由農民の強い抵抗でなかなか進展せず、カトリック教会に対する弾圧・支配にも手こずった。一方、外交面では完全にソ連と同調し、1949年には経済相互援助会議(COMECON)、1955年には軍事同盟のワルシャワ条約機構に参加した。
1956年、ポーランドの状況は再び変化した。2月のソ連共産党第20回党大会で、スターリンの後継者のニキータ・フルシチョフがスターリン批判の秘密演説を行い、説明を受けるためにモスクワに呼び出されたビェルトは5月12日に急死した。スターリン批判の内容が公表されると非スターリン化を求める動きがポーランドでも広がり、6月28日には西部のポズナニで起こった反政府・反ソデモが多数の死者を出すポズナニ暴動へと拡大した。ビェルトの死後に党第一書記となったエドヴァルト・オハプは保守派と見られていたが、ポズナニ暴動逮捕者の処罰は穏やかにとどめ、国内情勢を沈静化させるために釈放されていたゴムウカを復帰させる決断を行い、10月21日にゴムウカは党第一書記に返り咲いた。この混乱に対し、ロコソフスキー国防相はハンガリー動乱のようなソ連軍の直接介入を求めたが、ゴムウカらの新たなポーランド政府はフルシチョフとの長い交渉でこれを回避することに成功した。ロコソフスキーは辞任してソ連に戻り、ゴムウカ体制は政治犯の釈放・検閲の緩和、農業集団化の見直しなどで民主化への道を慎重に歩んだ。
ようやく政治的安定を得たように見えたポーランドだが、統一労働者党はソ連の圧力と国民の反ソ傾向の板挟みで常に苦しんだ。ゴムウカ政権は1968年のチェコスロヴァキア民主化運動（プラハの春）に対するワルシャワ条約機構軍の軍事介入に参加したが、知識人の中にはこれを批判する空気が広がり、反ソ世論を抑制するための検閲強化は国民の不評を買った。そして1970年には経済改革の一環として強行した食料品値上げが反発を呼び、12月には北部のグダニスクでレーニン造船所（現在のグダニスク造船所）の労働者などによるデモが犠牲者を出した後、自らの健康問題も理由にしてゴムウカは辞任、引退した。代わって党第一書記になったエドヴァルト・ギェレクは親ソ路線を堅持する一方、経済改革を進めて西側資本主義諸国の資本導入を進めた。消費財生産の拡大で生活水準は上昇したが、計画経済で予定していた高い経済成長は実現せず、重い債務を負って西側からの揺さぶりを受けたポーランドは再びソ連のコントロールが効かなくなっていった。
1980年7月、債務不履行宣言寸前の巨額対外債務に加え、第二次石油危機による世界経済の混乱、前年に起こったソ連軍のアフガニスタン侵攻（ポーランドはこれを支持）による新たな冷戦への突入などの厳しい国際環境の中、財政危機に苦しむ政府は再び食料品値上げを行い、そして再び労働者・一般民衆による抗議デモが発生した。最も先鋭化したのはまたもグダニスクのレーニン造船所で、これは8月31日のグダニスク合意（政労合意）を経て、9月にレフ・ヴァウェンサ（ワレサ）をリーダーとした新たな労働組合、独立自主管理労働組合「連帯」（ソリダルノシチ）の結成へと発展した。連帯結成を認めさせられたギェレクは退陣し、スタニスワフ・カニャが新たな党第一書記となったが、連帯はワレサの訪問を通じて西側諸国やカトリック教会の支援を勝ち取り、統治能力を失った統一労働者党は一党独裁の維持が危うくなった。これはソ連の金科玉条、ブレジネフ・ドクトリン（制限主権論）に対する挑戦でもあり、ソ連のレオニード・ブレジネフ政権は再び直接軍事介入まで考慮し始めた。ソ連にとってポーランドに関するもう一つの懸念材料は、1978年にカトリック教会でポーランド人教皇ヨハネ・パウロ2世が誕生していたことだった。ヨハネ・パウロ2世は連帯を精神面で支え、1981年5月にバチカンでソ連の関与も疑われる暗殺未遂事件に遭い重傷を負ったが、回復後も祖国の民主化を強く求め続けた（バチカンの項を参照）。
1981年10月、新たな統一労働者党第一書記にヴォイチェフ・ヤルゼルスキ首相が就任した。ヤルゼルスキは統一労働者党員だったが、むしろポーランド軍参謀総長や国防相（1968年就任）として国民の信望が厚く、さらに遡ると第二次世界大戦中はソ連による抑留やポーランド亡命政府軍への参加なども経験し、さらに敬虔なカトリック信徒という経歴や信条の持ち主だった。ソ連軍介入を阻止する最後の手段としてヤルゼルスキは12月13日にポーランド全土に戒厳令を布告し、救国軍事会議議長として連帯の活動を禁止した。この強硬策は多数の逮捕者や犠牲者を生み、西側諸国から激しい非難を浴びたが、ソ連の支持を得ていたために「より大きな悲劇を避ける避けるための措置」は功を奏した。
1983年7月、治安回復に成功したヤルゼルスキは戒厳令を解除し、ハンガリーにならった経済改革に踏み出した。アフガニスタンで苦戦し、指導者の病死が続いたソ連にはもうポーランド軍事介入の意思も能力もなかった。しかし経済改革の進展には国民の幅広い支持、即ちカトリック教会と連帯の支援が不可欠だった。1988年8月31日、政労合意から8年目の記念日にチェスワフ・キシチャク内相がワレサと会談し、政治改革を討議するために連帯を含むポーランド円卓会議の開催が決まった後は、ポーランド民主化運動は1989年6月の自由選挙による連帯の圧勝、国名改称による人民民主主義体制の放棄、そして1990年にヤルゼルスキを継いだワレサ新大統領の誕生へと一気に進んだ。この間、ソ連のミハイル・ゴルバチョフ政権は一切介入せず、ポーランドの改革をむしろ歓迎・促進する政策を取った。ワレサ政権の1991年にCOMECONとワルシャワ条約機構が廃止となり、ソ連軍はポーランドから撤退して、新生のロシア・ポーランド関係へと引き継がれた。

#### チェコスロバキア
帝政ロシアがバルカン半島進出のために重視した汎スラブ主義はハプスブルク帝国領内のスラブ人地域であるボヘミア・モラヴィア（共に後のチェコ）・スロバキアなどの自立にも優位に働くため、第一次世界大戦においてトマーシュ・マサリクをはじめとしたチェコの独立派はチェコスロバキアの成立を目指して連合国側について活動していた。また、ロシア軍内のチェコ人捕虜が編成されたチェコ軍団も戦闘に参加していた。しかし、ロシア革命とブレスト＝リトフスク条約の成立でソ連がドイツと講和すると、チェコ軍団はソ連領内に取り残される形となった。1918年5月14日にチェコ軍団と赤軍の間で武力衝突が起きた。これ以降、内戦においてチェコ軍団は白衛軍側として戦った。このチェコ軍団の救援を口実として行われたのが連合国側によるシベリア出兵である。この一方でエドヴァルド・ベネシュ外相は白衛軍やチェコ軍団の活動とは距離を置く姿勢をとり、ソ連との交渉を行っていた。1922年6月には暫定条約が結ばれ、事実上の承認を与えた。
しかし正式な承認にあたっては、次の2点から躊躇していた。一つは小協商と呼ばれる連携関係を組んでいたユーゴスラビアやルーマニアの強硬な反ソ姿勢と協調するためと、ソ連が世界革命の希望を持た無くなる程度までヨーロッパが安定する時期を待っていたことであった。その後も対ソ承認は小協商諸国の課題であったが、1930年代にはチェコスロバキアが小協商諸国とソ連の間を仲介する動きが生まれた。1934年になるとソ連承認を求める声がチェコスロバキア国内でも高まり、6月9日にはルーマニアとともに正式承認に踏み切った。しかし国王がロマノフ王家の縁戚であったユーゴスラビアの姿勢は強硬であり、小協商諸国の結束が乱れることになった。
一方、独立後のチェコスロバキア共和国（第一共和国）は議会制民主主義が定着し、かつチェコスロバキア共産党も合法政党として活動していた。1921年に結党した同党は1925年の議会選挙で得票率12.86%で第二党となり、クレメント・ゴットワルト書記長の下で戦った1925年と1933年の選挙でも得票率10%台を獲得して、親仏路線を採るマサリク大統領やベネシュ首相（後の大統領）に対する有力な批判野党となっていた。
1938年10月のミュンヘン会談とその後のウィーン裁定によって、チェコスロバキアはドイツ保護領ベーメン・メーレン保護領、保護国独立スロバキア、ハンガリー領のカルパティア・ルテニア等に分割された（チェコスロバキア併合）。ロンドンで成立したチェコスロバキア亡命政府（en） は第二次世界大戦を連合国側として戦い、戦後の復帰が約束されていた。しかしチェコスロバキア領内に侵攻したソ連は、カルパティア・ルテニアに傀儡政権ザカルパート・ウクライナを建国した。亡命政府はこれに猛抗議したが受け入れられず、ザカルパート・ウクライナ政府はウクライナ・ソビエト社会主義共和国の一部であるザカルパッチャ州としてソ連に編入されることになった。また、1939年8月に調印された独ソ不可侵条約と付随するモロトフ・リッペントロップ秘密協定に反対しながらもスターリンの粛清と独ソ戦を生き延びたゴットワルトは戦後もチェコスロバキア共産党の中心となり、同党の主導でコシツェに設置された臨時政府はロンドンの亡命政府と対抗させた。
亡命政府の帰国後にも共産党の勢力は拡大し、1948年のチェコスロバキア政変によってついに一党独裁体制が確立された。ゴットワルト共産党書記長が新たな大統領となり、戦前とは一変した人民民主主義国家としてソ連に従属する衛星国としての関係が続いた。ゴットワルトは1953年3月、スターリンの死去直後に亡くなったが、共産党第一書記となったアントニーン・ノヴォトニーにより社会主義体制は維持された。チェコスロバキアは1955年のワルシャワ条約機構に原加盟国として参加し、1956年のハンガリー動乱でもソ連の軍事行動を支持して、国内での非スターリン化の加速を抑えた。
しかし1960年代に計画経済が失速し、チェコとスロバキアの国内格差も問題になる中、1968年1月にアレクサンデル・ドゥプチェクが党第一書記となると、「人間の顔をした社会主義」とする改革が行われ始めた。この「プラハの春」と呼ばれる改革、および「二千語宣言」などの民衆による自由化への動きはソ連のレオニード・ブレジネフにとって東側陣営の解体につながる危険な動きと判断され、同年8月にはソ連を中心としたワルシャワ条約機構による軍事侵攻によってこれは頓挫した。この際に使われた「制限主権論」は「ブレジネフ・ドクトリン」とも呼ばれ、ソ連による東欧諸国の統制を正当化する理論として認識された。また、チェコスロバキアでは1969年4月にドゥプチェクが党第一書記を辞任し、後任のグスターフ・フサークによる「正常化」路線で従来の社会主義体制への回忌が行われた。ただし、この際に導入された連邦制が、後のチェコとスロバキアの分離につながることになる。
その後も改革の動きは水面下で続き、1977年にはヴァーツラフ・ハヴェルら民間の言論人による「憲章77」の発表とこれに対する政府の弾圧などが起きていたが、ソ連とチェコスロバキアの関係は比較的穏やかに進み、特に経済相互援助会議(COMECON)を基盤とした東欧社会主義国間での分業生産体制の下で重工業部門を担った経済面では広大なソ連市場における排他的な優位性とソ連からの石油・天然ガスの安定供給という恩恵を受けた。ただし、計画経済による生産体制の硬直化は、戦前に持っていた西側諸国での国際競争力を奪ってもいた。
ゴルバチョフ政権のペレストロイカ政策が進展し、情報公開（グラスノスチ）や反体制派の釈放など、プラハの春の再現を思わせるかのような事態がソ連で出現すると、フサークは1987年に共産党書記長の職をミロシュ・ヤケシュに譲って緩やかな経済改革を始めたが、反体制派への弾圧は続けていた。しかし、1989年8月にハンガリーで汎ヨーロッパ・ピクニックによる東ドイツ国民の大量出国が実現すると、9月以降にチェコスロバキアの首都プラハにある西ドイツ大使館にも東ドイツ国民が押しかけ、フサーク大統領は最終的に彼らの西ドイツ行きを認めた。これが11月9日のベルリンの壁崩壊につながったのを見ていたチェコスロバキアの反体制派は11月17日から大規模な民主化デモを開始し、これに多くの市民が同調し、引退後も監視下にあったドゥプチェクもこれに加わって市民の歓声を浴びた。1968年のようなソ連による軍事介入は起こらず、共産党内の穏健派だったラディスラフ・アダメッツ首相は民主化運動側との妥協で社会主義体制の放棄と共産党自体の存続を取り決め、同年内にヤケシュに代わって自らが党書記長が就任した。そして12月27日にフサークも大統領を辞任し、ハヴェルが後任の大統領となった。これにより、ビロード革命と呼ばれる無血革命が達成され、社会主義体制が崩壊した。このハヴェル政権の下でソ連軍の撤退交渉が進められ、1991年12月のソ連崩壊を待たずにソ連軍はすべてチェコスロバキア領内から撤退し、ワルシャワ条約機構も解散した。

#### ハンガリー
ハンガリーは第一次世界大戦後の混乱を経て、1919年に世界で二番目の社会主義国家ハンガリー評議会共和国が成立した。ハンガリー共産党の指導者クン・ベーラをはじめとする指導者はロシアの捕虜となっており、彼らはハンガリーに対するソ連の援助を期待していた。しかしソ連からの援助は得られず、ハンガリー・ルーマニア戦争で共和国は崩壊し、かわって権威主義的なホルティ・ミクローシュによるハンガリー王国が成立した。社会主義政権時代の赤色テロは国民や指導者に根深い反共精神を植え付け、ハンガリーがソ連を承認したのは1934年になってからだった。
第二次世界大戦期のハンガリーはドイツと協調して領土拡張につとめ、防共協定や独ソ戦にも参加した。1944年になってソ連軍がハンガリー領内に侵攻すると、ホルティはソ連に休戦を申し出た。この動きはドイツに察知され、パンツァーファウスト作戦によってホルティは失脚、親ドイツの矢十字党政権がソ連との戦闘を続けた。ソ連はハンガリー共産党や独立小農業者党などの勢力を結集し、ハンガリー国民臨時政府を樹立させた。また、当時ハンガリー領であったカルパティア・ルテニア（en:Carpathian Ruthenia）にはザカルパート・ウクライナ政府を建国させた。12月29日からはブダペスト包囲戦を開始し、翌年1945年2月13日まで続く激しい戦いとなった。ハンガリーには油田があったため、ヒトラーは春の目覚め作戦によって奪回しようとしたが失敗した。
戦後、ハンガリー領域はクリメント・ヴォロシーロフ率いる赤軍によって占領された。臨時政府は1946年にハンガリー第二共和国（en:Republic of Hungary (1946–1949)）を成立させたが、ソ連の介入によって次第に共産勢力の勢いが増大した。またザカルパート・ウクライナの政府はソ連への編入を主張し、1946年にザカルパッチャ州としてウクライナ・ソビエト社会主義共和国に編入されることとなった。1949年にはハンガリー人民共和国が成立し、ラーコシ・マーチャーシュ率いるハンガリー勤労者党の一党独裁体制が築かれた。しかしスターリン没後の1953年6月、モスクワにラーコシは呼びつけられ、首相を辞任することになった。その後ナジ・イムレら穏健派とラーコシ派の暗闘が強まり、1956年のハンガリー動乱を引き起こすことになる。
ハンガリー動乱においてソ連とワルシャワ機構軍は軍事介入を行い、ナジをはじめとする多くの人々を処刑した後、カーダール・ヤーノシュを首相に付けた。カーダールは経済面でグヤーシュ・コミュニズムと呼ばれる穏健路線をとり、西側と一定の関係を構築しながらも、ソ連の衛星国としての役割を果たし続けた。しかし1968年のプラハの春に対する軍事介入には賛成しなかった。1980年代になると改革派が台頭し、ハンガリーで起こったハンガリー民主化運動や汎ヨーロッパ・ピクニックは東側諸国解体の引き金を引くことになった。

#### ルーマニア
ルーマニア王国は1878年のベルリン条約以来ロシア領となっていたベッサラビアの回復を希望しており、現地のモルドバ人もルーマニアへの復帰運動を行っていた。1916年にルーマニアは第一次世界大戦に参戦し、ルーマニア戦線でロシア帝国とともに戦った。しかし中央同盟軍に対してルーマニア軍は劣勢であり、革命でロシア帝国が崩壊してボリシェヴィキ政府が休戦すると、1918年5月7日にルーマニアも降伏に追い込まれた。一方、ベッサラビアでは1917年12月15日にルーマニア派がモルダヴィア民主共和国の成立を宣言し、1918年4月9日にルーマニアと統合された（en:Union of Bessarabia with Romania）。1919年3月にハンガリーでハンガリー評議会共和国が成立すると、東西を社会主義国で挟まれることになったルーマニアは、ハンガリーへの介入を決定した（ハンガリー・ルーマニア戦争）。評議会政府はソ連の介入を期待したが、内戦中のソ連はそれどころではなく、8月に評議会政府は崩壊した。
1920年のパリ条約（en:Treaty of Paris (1920)）でベッサラビアとルーマニアの併合は連合国にも認められたが、ソ連はこの合併を認めず、ベッサラビアの返還を要求し続けた。1924年3月から行われた交渉ではソ連がベッサラビアでの住民投票を要求したが、ルーマニアは拒否した。このためソ連はベッサラビア問題でルーマニアを支持することは、反ソ行為であると声明した。ルーマニアもベッサラビア問題が解決しない限りソ連承認を行わない姿勢を取っていたが、1930年代に入ると次第にルーマニアの対ソ姿勢は軟化し始めた。1933年にはロンドンで「侵略の定義に関する条約」が締結され、ルーマニアもこの不可侵体制に加入した。ルーマニアはソ連承認を行うことでベッサラビア問題解決を目指していたが、ソ連はあくまで失地回復を狙っていた。1939年5月には英仏がポーランド・ルーマニア・ギリシャ・トルコ・ベルギーに対する侵略に、英仏ソが連携して対応する提案が行われたが、ソ連は拒否した。
1939年8月に締結された独ソ不可侵条約で、ソ連はベッサラビア問題に関するドイツの承認を獲得した。1940年6月26日にソ連はベッサラビア占領に関する最後通告を行い、ドイツもルーマニアに受諾を強要した。ルーマニアは6月28日に屈服し、（ソビエト連邦によるベッサラビアと北ブコビナの占領（en:Soviet occupation of Bessarabia and Northern Bukovina））。外交で失策を重ねた国王カロル2世は退位と亡命に追い込まれた。彼に代わってルーマニアの実権を獲得したイオン・アントネスク元帥は、ドイツとの連携を選んだ。1941年6月からの独ソ戦ではルーマニアも参戦し、スターリングラードなど各地で戦った。ドイツ軍が敗勢にまわると、国王ミハイ1世はアントネスクを追放してソ連と講和することを考え始めた。1944年8月23日の宮廷クーデター（ルーマニア革命 (1944年)）でアントネスクは逮捕され、8月24日に降伏を宣言した。ルーマニア領内にはソ連軍が入り、1958年まで占領下に置かれた（en:Soviet occupation of Romania）。ベッサラビアと北ブコビナも再びソ連領に組み込まれ、モルダビア・ソビエト社会主義共和国の統治下に置かれた。
ソ連軍の圧力によって1947年には王政が廃止され、ルーマニア人民共和国の成立が宣言された。ルーマニア労働党政権は衛星国としてソ連と共同歩調を取ったが、1965年にニコラエ・チャウシェスクが実権を握ると、プラハの春への介入を批判するなど一定の独自路線を取り始めた。1980年代後半から起こった東欧民主化においては、チャウシェスクはワルシャワ条約機構による介入を主張したが、ゴルバチョフは拒否した。1989年のルーマニア革命にもソ連は介入せず、チャウシェスク体制は崩壊した。

#### ブルガリア
ブルガリアは二度の世界大戦でロシア・ソ連と「戦う」事になったが（詳細は後述）、それを除くと両国関係は比較的波乱が少ないまま推移した。それは、ロシアとブルガリアが同じ東方正教を信奉するスラヴ系民族だった上、オスマン帝国支配からの自立の原型となった1878年成立のブルガリア公国はロシア帝国の支援により成立したため、「東ヨーロッパ」の中では例外的に親ロシア・ソ連感情が強かったという事情があった。ロシア帝国やソ連とブルガリアの間にはルーマニアがあり、直接的な領土紛争の必要がなかった事も有利に働いた。
第一次世界大戦の前年、1913年に行われた第二次バルカン戦争でオーストリアの支援を受けたブルガリア王国は、第一次世界大戦に中央同盟国側で参戦し、セルビアやそれを支援したロシアと戦っていた。ブレスト＝リトフスク条約にもブルガリアは参加したが、結局第一次大戦で敗北したブルガリアは1919年のヌイイ条約で領土の一部を失った。
その後、敗戦による社会不安が拡大すると、農業国のブルガリアでは大土地所有制に対する農民運動が強まり、これに協力するブルガリア共産党の勢力も拡大した。国王（ツァール）のボリス3世は体制の危機を打開するため1923年に起きた右派クーデターを支持し、1934年からは国王親政を実施した。この中で共産党は弾圧され、欠席裁判で死刑判決を受けた中央委員のゲオルギ・ディミトロフなどはソ連などの国外に亡命した。ディミトロフは1935年にコミンテルン議長となり、ヨシフ・スターリンによる大粛清を生き延び、1943年の同組織解散までその職を務めた。
ただし、ボリス3世はソ連との決定的な対決は回避していた。親政を開始した1934年にはソ連との外交関係を樹立し、第二次世界大戦の中で1941年にバルカン戦線 (第二次世界大戦)を開始したナチス・ドイツから3月に武力進駐を受けた後も、同月に日独伊三国同盟に参加して同年12月には枢軸国の一員としてイギリスやアメリカ合衆国に宣戦する一方、6月に始まっていた独ソ戦には参加せず、ソ連との外交関係を維持していた。1943年にボリス3世が死去し、6歳のシメオン2世が即位すると、ボグダン・フィロフ首相らの摂政団が国政を担当したが、極力戦争の枠外にいるという方針は変えなかった。
1944年、独ソ戦の形勢を逆転したソ連赤軍がルーマニアを突破してブルガリアの国境に到達すると、ソ連はブルガリアに宣戦を布告した。ブルガリアは軍事抵抗を放棄して、赤軍の進駐を受け入れた。これにより親独政権は崩壊し、共産党から改名していた労働者党や農民同盟などによる人民民主主義政権が成立した。首相にはソ連から帰国したディミトロフが就任し、枢軸国に宣戦を布告した。ソ連の圧力を背景にしたディミトロフ政権の前に、国王シメオン2世の影響力はますます失われ、大戦終結後の1946年9月には遂に国民投票で王政廃止が決定され、ブルガリア人民共和国が成立した。
その後のブルガリアは、一貫してソ連の対外政策に忠実に従い、内政でもその時のソ連指導部の政策を模倣した。1948年に労働者党を共産党に戻してスターリン主義的な独裁体制を作り、スターリンと決別した隣国ユーゴスラビア（ユーゴスラビア社会主義連邦共和国）のヨシップ・ブロズ・チトーと激しく敵対して、党内外の反対派を「チトー主義者」として処刑した。ディミトロフは1949年に死去し、その後は短命政権が続いたが、農業集団化や工業化の方針は変わらず、1949年発足の経済相互援助会議（コメコン）でも原加盟国となった。
1954年、トドル・ジフコフが共産党書記長になると、ブルガリアの内政は安定した。ジフコフ政権は1955年成立のワルシャワ条約機構に当初から参加し、1956年のハンガリー革命に対するソ連の軍事介入を支持し、1968年のプラハの春では同機構の加盟国として軍事介入に参加した。内政では共産党の一党支配を継続しながら、スターリン批判以降にソ連が国内での強権支配を緩和するとそれに従った。1964年のニキータ・フルシチョフ失脚以降は新指導者のレオニード・ブレジネフと向き合う事になったが、1962年に国家評議会議長（首相）となったジフコフは、大規模な粛清のない安定統治ながらも「個人崇拝」「停滞的」と批判される支配体制を、縁故主義の部分までそのまま引き継いだ。この中で、ブルガリアは単なる衛星国以上の存在として「ソ連第16の共和国」と称され、実際に1968年にはジフコフがブレジネフに連邦加盟の提案を非公式にしたともされるが、これは実現しなかった。
ブルガリアの情報機関はソ連国家保安委員会の指導を受け、1981年にはローマ教皇のヨハネ・パウロ2世に対する暗殺未遂事件への加担も指摘された（本項目「バチカン」を参照）。
しかし、1985年以降にソ連でゴルバチョフ政権が急速な改革に着手すると、ジフコフ体制は対応できなくなった。1986年以降に拡大したドナウ川の環境保全運動はジフコフの個人崇拝や共産党支配そのものの是非にまで及び、ベルリンの壁崩壊で冷戦終結が決定的となった翌日の1989年11月10日にジフコフは共産党書記長を、続く11月17日には1971年以来務めていた国家評議会議長（国家元首）も辞任して、ブルガリアは東欧革命の進展に名を連ねた。後任のペータル・ムラデノフ(en)はブルガリアを改革路線へと進め、1990年には共産党をブルガリア社会党に改組して、11月には国号もブルガリア共和国へと変えたが、一連の変化をゴルバチョフ政権は容認・支持した。1991年10月にはブルガリアでの総選挙で民主勢力同盟が第一党となり、社会主義政権を終結させたが、既にソ連8月クーデターによってソ連の崩壊は決定的になっていた。同年にワルシャワ条約機構とコメコンも廃止されて、ソ連とブルガリアの「特別な関係」には終止符が打たれた。

#### アルバニア
アルバニアはバルカン半島の南西部に位置し、民族はインド・ヨーロッパ語族の中で独立した一派とされるアルバニア人、宗教はイスラム教のスンナ派が多数と、ロシアとは大きな差異があり、元々の関係は薄かった。
1924年、アルバニア正教会の創始者でもあるファン・ノリがアルバニア公国の首相となるとソ連との外交関係を結び、社会改革を開始したが、その政策を危ぶむユーゴスラビア王国の支援も受けたアフメト・ゾグー前首相が同年末に返り咲くと対ソ関係は再び冷え込んだ。1928年にゾグーは国王ゾグー1世としてアルバニア王国を樹立したが、1939年4月にイタリアのムッソリーニ政権がアルバニア侵攻を実施してゾグーを追放し、アルバニア王位を自国王のヴィットーリオ・エマヌエーレ3世に渡すとソ連との外交関係自体も消滅した。アルバニア国内ではイタリア、次いでドイツとのパルチザン戦争がアルバニア共産党の指導により行われ、1944年に首都ティラナの自力解放が実現した。
第二次世界大戦後の1946年、アルバニア共産党第一書記のエンヴェル・ホッジャを首班とするアルバニア人民共和国が成立し、社会主義国家となった。ホッジャは1948年にアルバニア労働党と改称した党と国家の全ての権限を一手に掌握した東欧「ミニ・スターリン」首脳の一員となり、戦争中は共産主義パルチザンの同志として協力したユーゴスラビア社会主義連邦共和国のヨシップ・ブロズ・チトーが採用した東西対立での中立政策や内政の自主管理社会主義を「チトー主義」と罵倒して、国内反対派の粛清理由とした。アルバニアは経済相互援助会議(SEV、コメコン)やワルシャワ条約機構(WTO)に参加し、東西冷戦で東側社会主義陣営の忠実な一員となった。
ところが、ホッジャが忠誠を誓ったスターリンが1953年に死去し、1956年にはその後継者のフルシチョフがスターリン批判を行い、ソ連が「非スターリン化」路線や西側陣営との平和共存外交に踏み出すと、ホッジャは今度はソ連を「修正主義」と強く非難し、両国関係は一気に冷え込んだ。同様の理由で毛沢東の中華人民共和国がソ連を批判して中ソ対立が明確になるとホッジャは中国側に付いた。アルバニアは1961年には「社会帝国主義」のソ連と断交し、1962年にはコメコンやWTOから事実上脱退した。中国が国連代表権を持たなかった当時はアルバニアがその代弁者となり、1971年にはアルバニア決議で中華人民共和国が中華民国（台湾）に代わって国連代表権と安全保障理事会の常任理事国の席を獲得したが、この時にはブレジネフ政権のソ連は決議に賛成した。しかし、ホッジャの激しいソ連への拒絶は変わらなかった。
1972年のニクソン訪中以降を契機として毛沢東時代末期から始まった中国共産党とアルバニア労働党の路線対立が1976年の中国での大激動、すなわち毛沢東死去、文化大革命の事実上の終結、鄧小平の復権による改革開放路線への転換で決定的になった後も、アルバニアからのソ連批判は続いた。その1976年に国号を「アルバニア社会主義人民共和国」と変えたホッジャは最期まで「ホッジャ主義」とも呼ばれた自らの原理主義的なマルクス・レーニン主義、あるいはスターリン主義的な思想と孤立外交を変えず、ソ連でゴルバチョフが最高指導者になった直後の1985年4月にホッジャが死去した際にも、アルバニア政府はソ連からの弔問を一切受け付けなかった。非常に頑ななアルバニア労働党のイデオロギーは国外にも影響を与え、世界各国にホッジャ主義的な共産党・労働者党が誕生したが、その勢力はアルバニア以外では非常に小さかった。
ホッジャの後継者としてアルバニアの最高指導者になったラミズ・アリアはホッジャの政策を継承したが、準戦時体制を40年以上維持し、あらゆる外国からの援助を拒絶し、貿易も極めて制限された「鎖国」政策の結果として、アルバニアは「欧州の最貧国」とも呼ばれるどん底の経済状況が続いていた。ペレストロイカと冷戦終結を拒み続けていたアリア首相も遂に国内の反政府・自由化デモに抵抗できなくなり、1990年に改革開放路線を採用してソ連との国交を29年ぶりに回復した。1991年にはアルバニア共和国となって一党独裁体制と決別し、アルバニア労働党もアルバニア社会党と改組してホッジャ主義から脱却したが、ソ連崩壊翌年の1992年の総選挙で大敗して下野した。

### バルト諸国
ロシア帝国のバルト地方は第一次世界大戦末期にドイツ帝国によって占領され、バルト連合公国の設立が宣言された。その後リトアニア・エストニア・ラトビアのバルト三国が相次いで独立を宣言した。1920年にレーニンは5月テーゼを発表し、三国の独立を承認した。1920年までにエストニアとはタルトゥ条約、ラトビアとはラトビア・ソビエト・リガ平和条約、リトアニアとはソビエト・リトアニア平和条約 (en)）を締結し、その領土保全と独立を保障した。
1926年にはソ連・リトアニア不可侵条約が締結され、1933年にはバルト三国とトルコ、イラン、ポーランドを含めた諸国とソ連によって「侵略の定義に関する条約」が締結された。しかしスターリンはこの三国の併合を狙っており、1940年に締結された独ソ不可侵条約の秘密議定書で、三国に対するソ連の優越が確認された。1939年、ソ連は三国に最後通牒を出し、1940年から順次占領に入った。三国の政府は亡命政府となり、ソ連への抵抗を呼びかけたが、ソ連によって作成された傀儡政府がソ連への併合を決めた（バルト諸国占領）。独ソ戦において一時ドイツの占領下となったものの、ソ連によって再占領された三国が独立を果たすのはソ連末期になってからのことである。

### 北ヨーロッパ

#### フィンランド
フィンランドは長年にわたり旧ロシア帝国領であった。しかし親ドイツ派によって1917年にフィンランド王国の独立が宣言され、ドイツ帝国の敗北によってフィンランド共和国が成立した。この時、フィンランド共和国の成立をソ連は承認したが、一方でフィンランド国内の左派勢力を支援、右派である政府を駆逐しようとした。このフィンランド内戦は1918年5月に右派が勝利し、赤軍はロシアに追放された。その後1920年のタルトゥ条約でフィンランドの独立は承認された。
1939年10月11日、ソ連はカレリア地峡の領土や国内への駐兵を要求した。フィンランドは拒否し、冬戦争が勃発した。フィンランド軍は勇戦して「雪中の奇跡」と呼ばれるめざましい戦果を挙げたが、1940年3月10日にモスクワ講和条約が結ばれ、領土を失陥した。独ソ戦が始まるとフィンランドはソ連に侵攻し、継続戦争が始まった。しかし独ソ戦でドイツが劣勢になるとフィンランドも休戦へと傾き、1944年9月19日のモスクワ休戦協定で停戦となり、1947年のパリ条約で講和が行われた。
戦後のフィンランドは議会制民主主義を採用しつつも、その他の面ではソ連と協調するという特殊な状況に置かれた。これは「フィンランド化」と呼ばれる状態であり、ソ連崩壊までつづいた。

### アジア諸国

#### 日本
この項目に関しては、日露関係史も参照の事。
ロシア帝国は日本（大日本帝国）にとって最大の仮想敵国で、1904年に始まった日露戦争では両国軍が全面衝突し、1905年のポーツマス条約締結で日本の勝利に終わった。その後、1907年から3度にわたり日露協約が結ばれ、中国（清朝、中華民国）領の満州や蒙古における両国の権益保護を確認していたが、革命後のソビエト政権は帝政政府が結んだこの日露協約も無効と宣言した。日本側も英仏米などの列強諸国と歩調を合わせ、君主政体とは相容れない赤化政権を打倒し、日本国内や中国などへの社会主義革命の波及を阻止するため、反革命白軍への支援や自らの軍事介入を決定し、両国は再び戦う事になった。
1918年に日本はシベリア出兵として軍隊を派遣し、英米などとウラジオストクを共同占領した。日本軍はその後も単独で攻撃を続けて沿海州を制圧し、さらにシベリア鉄道沿線の内陸都市へと侵攻し、イルクーツクまで占領した。また、日本領の南樺太と北緯50度線で分断された北樺太（サハリン北部）や、北満鉄道（旧東清鉄道）など満州北部に残る旧ロシア権益も占領した。戦力で劣るソビエト側は緩衝国家の極東共和国を一時的に建国しながら、パルティザン等による抵抗を続けた。しかし、戦闘の長期化で損害が拡大し、1920年には日本人将兵・民間人が虐殺された尼港事件も発生した。他国の撤兵後も単独で派遣軍を残す日本の領土拡大野心を疑う国際的批判も拡大し、日本軍は1922年にシベリアからの撤兵を強いられた。同年に極東共和国はソ連に併合され、日本とソ連は直接国境を接した。なお、この時期に多くの反革命派がロシアから亡命し、日本や満州に居住して白系ロシア人と呼ばれた。
1925年には日ソ基本条約が締結されて両国間の国交が成立した。ソ連はポーツマス条約の内容を引き継ぎ、オホーツク海や北太平洋、ベーリング海などでの北洋漁業利権を引き続き日本に認めた。また、北樺太での石油利権を日本に与え、交換に日本は北樺太から撤兵する事が加えられた。その後日本が満州事変で満州国を建国すると、ソ連のスターリン政権は1935年に北満鉄道を含む北満州の利権を全て日本に譲渡し、南満州鉄道は満州全域の鉄道や鉱山を支配した。これで日ソ関係は安定期に入ったが、両国にとって相手が仮想敵国である事に変わりはなく、国境地帯は日本軍（関東軍）とソビエト赤軍がにらみ合って常に緊張をはらんでいた。
また、国内ではそれぞれの政府により相手を利する勢力への弾圧が行われた。日本ではソ連共産党が指導する国際共産党組織コミンテルンの日本支部として1922年に結成された日本共産党が非合法組織として徹底的に弾圧された。合法活動が認められた他の社会主義政党（無産政党）も活動が制約され、その最大のものであった社会大衆党は国家社会主義を受容して右翼化した。1925年には従来の治安警察法に加えて治安維持法も制定され、1928年には三・一五事件後の改正により最高刑で死刑が追加された。特別高等警察による厳しい取り締まりでは小林多喜二事件のような虐殺も起こり、逮捕者の転向も相次いで日本国内の社会主義運動は壊滅した。一方、ソ連では日本の再侵攻への警戒が強く、スターリンが共産党内の反対派や一般国民の反革命罪をでっち上げて処刑する際に利用した罪名の一つが「日本帝国主義のスパイ」であった。また、日本領の朝鮮半島から移住してきた極東地域の朝鮮人も、日本侵攻時の工作員になる危険性を疑われて1937年に中央アジアのカザフ・ウズベク両共和国への民族集団追放が行われた。1938年には日本のプロレタリア演劇の演出家の杉本良吉が日本政府の圧迫から逃れるために女優で愛人の岡田嘉子と共に樺太で国境を越えてソ連に亡命したが、直ちにソ連の秘密警察であるGPUの取り調べを受け、杉本は翌年にスパイ容疑で銃殺された。岡田は3年後に釈放され、そのままソ連国内に在住した。
日ソ両国間の緊張関係は続き、1938年7月には張鼓峰事件（ハサン湖事件）で両国軍による激しい国境衝突が発生した。続いて、1939年8月、第二次世界大戦の開戦直前に、満州国とソ連の衛星国であるモンゴル人民共和国との間での国境紛争が大規模な日ソ両軍の衝突へと発展した。このノモンハン事件では共に数千人単位の戦死者を出したが、日本軍（関東軍）はソ連・モンゴル側が主張する国境線の外側まで退却した。これは日本の敗北とみなされ、それまで日本政府内で唱えられていた北進論による対ソ開戦の主張は後退した。また、日本の盟邦のナチス・ドイツがイデオロギー的に激しく対立するソ連との間で独ソ不可侵条約を結ぶと、日本の平沼騏一郎首相は「欧州の天地は複雑怪奇」と言い残して辞任した。1941年4月、日本の松岡洋右外相の提唱で日ソ中立条約が締結され、両国はお互いの後背地の安全を確保した。同年6月にドイツのソ連侵攻で独ソ戦（大祖国戦争）が始まると、ソ連は極東に配備していた後方部隊をヨーロッパ戦線に移送した。ドイツの侵攻と電撃戦での勝利を見た日本では再び北進論が台頭し、同年8月には関東軍特種演習を実施して約70万の日本軍を満州に集結させたが、結局日本の近衛文麿内閣はソ連侵攻を諦め、既に占領していたフランス領インドシナの確保や南方での石油資源獲得に国力を注ぐ南進論を採用した。その結果、日本と米英との対立は深刻化し、同年12月に太平洋戦争（大東亜戦争）が開始された。この時期の日本外交に関する機密情報はドイツ人スパイリヒャルト・ゾルゲによってソ連に伝えられたとされ、同年10月にゾルゲは日本人協力者など共に逮捕されて、1944年に処刑された。
第二次大戦でドイツや日本の敗勢が濃くなると、スターリンはアメリカの要請に応じる形での対日参戦を考え、1945年2月のヤルタ協定でその方針が明記された。ソ連は同年4月に日ソ中立条約の翌年4月における期限切れ失効を日本に通告し、日本が求めた対米講和交渉の仲介を拒否した。そして、ドイツ降伏後の7月のポツダム宣言による対日無条件降伏要求が拒否されたのを見て、8月に対日宣戦布告を行い、日本領の朝鮮半島北部・南樺太・千島列島、そして満州国に侵攻した。この攻撃は8月14日に日本がポツダム宣言受諾を発表した後も続き、ソ連は約1ヶ月で作戦対象地域を占領した。1946年には南樺太（サハリン南部）や千島列島の編入を発表し、1947年にはサハリン北部と合わせてサハリン州を設立した上で、日本国籍を喪失した朝鮮人を除いた従来の日本人居住者を北海道へ強制送還した。この措置は、その後の北方領土問題の原点となった。また、この戦争で捕虜となった日本軍将兵はシベリア抑留に遭い、多くの犠牲者を出した。
この結果、日本国内での対ソ感情は悪化し、アメリカによる対日占領方針の変更や日本共産党の武装闘争路線なども影響して、日ソ国交回復は遅れた。1951年のサンフランシスコ講和会議では日本の吉田茂内閣がソ連や中国（中華人民共和国）を含む全面講和論を退け、ソ連代表団も平和条約への調印を拒否した。
吉田の後継首相になった鳩山一郎は自らの内閣の課題として日ソ国交回復を掲げ、1956年に日ソ共同宣言を出して国交を回復し、シベリア抑留者の最終的な帰還が実現した。また、ソ連はそれまで拒否権を行使していた日本の国際連合加盟を支持し、同年に日本は国連に加盟した。しかし、1957年に日本で岸信介内閣が成立し、アメリカとの軍事同盟（防衛）関係強化を志向すると、再び日ソ関係は冷却化した。1960年6月、岸内閣が日米安保条約を改定すると、ソ連は日本への米軍駐留を理由に日ソ共同宣言で盛り込まれていた北方領土の色丹島と歯舞群島の日本引き渡しを撤回し、北方領土問題は再び振り出しに戻された。そして、これが最大のネックとなり、平和条約締結による最終的な国境線確定は行われなかった。
その後も両国関係は、政治関係は北方領土問題で停滞し、経済・文化関係の交流が緩やかな速度で進むという関係が続いた。ソ連は沿海州の日本海に面した商港都市ナホトカを開放し、シベリア開発などで日ソ両国間の協力は行われたが、日本の総理大臣のソ連訪問は国交回復時の鳩山と1974年の田中角栄の2度、ソ連の最高指導者の訪日は1990年のゴルバチョフ大統領の1度のみに終わった。この田中訪ソとゴルバチョフ訪日のいずれでも、北方領土問題は解決できず、平和条約交渉は進展しなかった。また、日本の権益が消滅した北洋漁業をめぐる交渉は、北方領土海域で日本側が主権主張を棚上げする形で処理しても、オホーツク海やベーリング海での漁獲割当や入漁料などで常に難航し、ソ連国境警備隊による日本漁船の拿捕が多発した。
ただし、特にペレストロイカ後は政治的対立・軍事的脅威の緩和もあり、経済協力や軍備縮小など多方面での日ソ協力が進行し、その後のロシアへと引き継がれた。冷戦終結、ソ連崩壊を経た現在でも日本と後継国家ロシア連邦の間には正式な平和条約の締結が成されていないが、ウラジオストク開放やサハリン開発などで極東の経済開放が進み、日本海沿岸都市を中心と両国間の経済関係は徐々にではあるが進展している。

#### 中国
中国においては既に1912年に中華民国が成立し、その指導者孫文は反帝国主義や民族主義を掲げて、西欧諸国や日本が支援する軍閥勢力との内戦を戦っていたが、ソビエト政権は自らの成立後の1919年に中国へヨッフェを団長とする使節団を派遣し、帝政時代の不平等条約を破棄して、孫文の率いる中国国民党の国民政府との協力を始めた。ソ連にとって中国は世界各地の民族解放運動を支援する中での最重要国であり、孫文から見れば自らの国民革命に対して積極的な支援を行う唯一の国であった。また、1921年に創立されていた中国共産党については、その指導者の博古達をソ連で学ばせて親ソ派の指導部を形成させ、第一次国共合作で共産党員のまま国民党に協力させる方針をとらせた。
しかし、国民党内の親共派拡大を嫌った蔣介石が1927年に上海クーデターを起こし、実権を掌握して共産党を弾圧したため、ソ連の対中工作は失敗に終わった。また、共産党も親ソ派指導部の失敗による対国民党内戦の敗北で長征に追い込まれ、その途上の1935年に遵義会議で独自の農村革命論を主張する毛沢東が実権を掌握したため、中国国内でのソ連の影響力は東トルキスタンなどでの非公式なものにとどまった。
1945年8月、満州国に侵攻したソ連軍は日本軍（関東軍）を圧倒し、約1ヶ月で満州（中国東北部）全域を占領した。同年10月には中国全域での支配権を回復した蔣介石政権との間で中ソ友好同盟条約を結び、国民政府（国民党政権）を中国唯一の正統政府と認める一方、中国側には自らの衛星国であるモンゴル人民共和国（外蒙古）の独立や、戦前に日本が租借していた関東州の旅順・大連両港のソ連軍利用を認めさせた。しかし、1946年に国共内戦が再開されると、ソ連は共産党を支援して支配地域をそのまま共産党軍（その後の中国人民解放軍）に譲り渡した。結果、共産党はアメリカの支援を受けた国民政府を破り、1949年10月1日には毛沢東が政府主席となった中華人民共和国が成立した。
中華人民共和国とは当初協力関係にあり、毛沢東がモスクワを訪問して締結された中ソ友好同盟相互援助条約では両国間の緊密な協力関係をうたい、日本の軍国主義復活阻止をうたった。また、旅順・大連使用継続などの点ではソ連有利の不平等関係でもあった。1950年代前半は中ソの蜜月時代で、中国人留学生のソ連留学やソ連陣技術者による中国経済建設が大規模に行われたが、スターリン批判を行い資本主義諸国との平和共存を主張したフルシチョフに対する毛沢東の「修正主義」批判、中国の大躍進政策に対するソ連の批判、それに伴うソ連人技術者の集団帰国に対する中国側の反発など、徐々に両国関係にはひびが入った。1960年代になるとこの中ソ対立はあらわになり、極東のウスリー川やカザフ共和国などでの領土問題も提起されて、両国関係は一気に険悪化した。特に1969年には国境地帯のダマンスキー島などで大規模な軍事衝突が発生した（中ソ国境紛争）。両国関係が修復したのは、1989年の六四天安門事件直前に行われたゴルバチョフの訪中によってであった。

#### 朝鮮半島
1920年代から、極東の沿海州などには日本の植民地支配を嫌った朝鮮人が移住し、コミュニティを形成していた。しかし、1931年9月18日の満洲事変勃発後、相次ぐ日ソ国境紛争を背景にヨシフ・スターリンは彼らが日本軍の侵攻を手引きすると警戒し、1930年代末に朝鮮人を中央アジアへ集団追放した（この朝鮮人強制移住が現在のカレイスキーの起源となっている）。その一方、抗日運動を続けていた朝鮮人パルティザン部隊（東北抗日聯軍）をソ連国内で保護して軍事訓練を行ったともされ（第88独立狙撃旅団 (ソ連軍)）、その指導部の一員であった金日成の実子としてソ連国内で生まれたのが金正日であるとの説も有力視されている（これは金正日の出生地が白頭山であると発表している朝鮮民主主義人民共和国の公式見解とは異なる）。
1945年8月のソ連対日宣戦布告後、ソ連軍は朝鮮半島に侵攻し、ヤルタ協定に基づいて北緯38度線以北を占領した（連合軍軍政期 (朝鮮史)）。この時、金日成ら朝鮮人抗日パルティザンはソ連軍の一部として朝鮮に帰還したとされる。1946年2月にソ連軍軍政下の朝鮮半島北部に成立した北朝鮮臨時人民委員会の初代委員長にはソ連から帰国した抗日パルチザンの金日成が就任した。ソ連は金日成に新たな社会主義政権の首班として支持を与え、金日成は1946年8月に結成された北朝鮮労働党内の反対派を抑えて朝鮮半島北部の共産主義者内部で主導権を握り、1948年8月15日の李承晩大統領による朝鮮半島南部単独での大韓民国の建国の翌月、1948年9月9日に金日成首相の下で朝鮮半島北部に朝鮮民主主義人民共和国（北朝鮮）が建国された。
1950年6月25日に勃発した朝鮮戦争では、ソ連は国連軍の介入後、アメリカ軍を中心とした国連軍及び大韓民国国軍による朝鮮半島北上に際して彭徳懐司令官率いる抗美援朝義勇軍を派遣した中華人民共和国のような大規模な直接介入は控えたものの、国連軍と戦う朝鮮人民軍、中国人民志願軍から成る中朝連合軍に対して兵器供与や軍事顧問の派遣などの軍事支援を行った。しかし、1953年7月27日の朝鮮戦争休戦後、朝鮮労働党内で金日成首相を中心とする満州派の独裁体制が強化され、1956年のフルシチョフ第一書記によるスターリン批判以後に金日成の個人崇拝を批判した親ソ派が粛清されると（8月宗派事件）、朝ソ関係には変化が起こり始めた。また、金日成首相が最大の支援国であった中華人民共和国に配慮して、スターリン批判後に表面化した中ソ対立での明確なソ連支持を避けると、朝ソ関係は水面下で徐々に疎遠になっていった。更に、朝鮮労働党内で自派以外の他派閥を粛清した金日成が後継者として実子の金正日への権力継承を考慮した事は、世襲的な身分制度を全面否定する社会主義の原則とは根本的に異なり、朝鮮民主主義人民共和国は1960年代後半から1970年代前半にかけてソ連型社会主義と中国型毛沢東思想からの思想的自立を図って「唯一思想体系」こと朝鮮独自の「主体思想」を唱え、イデオロギー的にもソ連との差異を明確にした。しかし、それでもソ連にとって朝鮮民主主義人民共和国は1961年7月6日に締結したソ朝友好協力相互援助条約に基づく極東に於ける地政学的な重要国家であり、朝鮮統一問題では北朝鮮に配慮した外交政策を採り続けた。また、朝鮮民主主義人民共和国にとってもソ連極東部での労働者派遣は貴重な外貨収入源であった。
一方、朝鮮民主主義人民共和国建国に先駆けて、アメリカ合衆国の支援を受け、1948年8月15日に朝鮮半島南部に成立した大韓民国は反共主義が国是であり、建国当初からソ連とは常に敵対関係にあった。朝鮮戦争ではソ連軍と大韓民国国軍は直接交戦こそしなかったが、初代大韓民国大統領李承晩や、李承晩を失脚させた1960年の四月革命後、1961年の5・16軍事クーデターを経て大統領に就任した朴正煕少将、1979年の朴正煕暗殺事件後、1980年の5・17非常戒厳令拡大措置で実権を掌握した全斗煥将軍ら軍事政権の首班と同様に大韓民国国民の反共感情は強く、共産主義はおろか社会民主主義的な主張ですら国家保安法などによる厳罰対象となった。1983年にはサハリン上空でソ連領空を侵犯した大韓航空の民間機をソ連軍が撃墜する大韓航空機撃墜事件が起こった。
しかし、1985年のミハイル・ゴルバチョフの登場と「新思考外交」によって東西冷戦が緩和し、1988年のソウル五輪にソ連が東ヨーロッパ諸国と共に参加したことで、韓ソ両国の接触が始まった。大韓民国でも1987年の民主化宣言を経た直後の大統領選挙で発足した盧泰愚政権が、国内での民主化と平行して共産圏との融和を推進する「北方外交」を提唱したため、1990年にゴルバチョフが大韓民国を訪問してソ韓国交樹立が実現した。ソ韓国交正常化によってソ連はシベリア・極東での開発に新たな投資元を獲得した。大韓民国はこのソ連との国交樹立により国際連合加盟への障碍を解消し、1991年に朝鮮民主主義人民共和国と南北朝鮮の同時加盟が認められる事になった。その翌年1992年には、ソ連に裏切られた形となった北朝鮮で北朝鮮クーデター陰謀事件に対する親ソ派の粛清が起きた。また、この関係改善により、第二次世界大戦前に日本領だった南樺太に渡り、戦後も大韓民国や日本への帰還が認められず、無国籍状態、あるいはソ連国民となった在樺コリアンの帰国事業が、日本政府の援助も受けながら開始された。

#### モンゴル
シベリアの南にあるモンゴル（外蒙古）は、19世紀からロシア帝国の勢力圏になった。中国で清が倒れた1911年の辛亥革命で、外モンゴルはチベット仏教（ラマ教）の活仏（化身ラマ）を君主として独立を宣言し、結局は清朝の後に成立した中華民国内の自治領として承認された。ロシア革命が起こるとロシア帝国の影響力は消滅し、中国は外蒙古の自治を撤廃したが、1920年にはロシア革命後の内戦で苦戦したロマン・ウンゲルン・フォン・シュテルンベルク率いる白軍がモンゴル国内に侵攻し、中国軍を破って外蒙古の首都庫倫（クーロン、現在のウランバートル）を占領し、自治政権を復活させた。
一方、ロシア革命の影響で勢力を拡大したモンゴルの社会主義・民族主義勢力はモンゴル人民党を結成し、ウンゲルンの圧政を倒すために白軍を追うソビエト赤軍の介入を求めた。1921年3月にモンゴル臨時人民革命政府が組織され、その要請で外蒙古侵攻を開始した赤軍はダムディン・スフバートル指揮のモンゴル軍と共に中国軍、次いでクーロンのウンゲルン軍を撃破し（ウンゲルンは同年にロシア国内で処刑）、同年7月にクーロンで人民政府の成立を宣言した。これは以前の自治政府と革命勢力による事実上の連立で、社会主義革命政党が活仏を戴く君主制人民民主主義体制という変則的な体制が採用された。しかし、外交・軍事面でソ連に依存するモンゴルでは徐々に左派勢力が強化され、1924年には活仏の死去により共和制のモンゴル人民共和国建国を宣言して、同年に党名を変更したモンゴル人民革命党による世界で2番目の社会主義政権がこれで成立した。1923年のスフバートルの死後にモンゴル軍の指揮官となっていたホルローギーン・チョイバルサンが同国の最高権力者になった。
チョイバルサンはロシア留学の経験があり、ソ連の要求に応じて貴族の追放や牧畜業の集団化を実行し、国力衰退の原因とされたチベット仏教への弾圧も行った。その過程で数万人の犠牲者が出たと言われているが、正確な数字は確定されていない。1936年にはペルジディーン・ゲンデン首相が逮捕され（翌年にソ連で銃殺）、スターリンの支持を受けたチョイバルサンの独裁体制が確立された。この時期、モンゴルはソ連にとって唯一信頼できる社会主義同胞国で、経済・軍事支援やモンゴル人留学生の受け入れなどが活発に行われた。1941年にはモンゴル語の表記をモンゴル文字からキリル文字へ切り替えられた。しかし、清朝時代から全く工業化が進んでいなかったモンゴルでソ連型社会主義モデルをそのまま導入するのは不可能で、社会主義体制の建設は難航した。
1936年にはソ連・モンゴル相互援助議定書が調印され、モンゴル国内にはソ連軍（赤軍）が駐留し、満州国や内モンゴルに駐留する日本の関東軍と対峙した。チョイバルサン政権が行った、ゲンデンをはじめとした多くの人民革命党指導者・軍人の粛清理由は「日本のスパイ」であった。1939年にはモンゴルと満州国との間で起こった国境紛争が大規模な日ソ両軍の激突に発展するノモンハン事件（ハルハ河戦争）が発生し、モンゴル軍はソ連軍と協力して日本と戦った。1945年7月のポツダム会談ではモンゴルの独立（独立を問う国民投票の実施）が認められ、8月にはソ連対日宣戦布告に同調してモンゴルも日本に宣戦を布告し、満州を攻撃した。この際に発生した日本軍捕虜はシベリア抑留としてソ連国内で強制労働に使役されたが、その一部はモンゴル国内にも移送された。この際、日本軍捕虜の間ではリンチ事件である暁に祈る事件が発生した。1945年10月にはモンゴル国内で独立を問う国民投票が行われ、チョイバルサン体制下で100%の賛成率となった事で、1946年には中華民国（国民政府）がモンゴル（外蒙古）の独立を正式に承認した。1949年には中国でも社会主義政権の中華人民共和国が成立して、直ちにモンゴルと相互承認を行い、モンゴルの安全保障はようやく確立された。
1952年にチョイバルサンが死ぬと、ユミジャージン・ツェデンバルがモンゴルの新たな指導者となった。ツェデンバルはフルシチョフによるスターリン批判の影響もあり、大粛清は控えながら、党内反対派を抑えた長期政権を維持した。この時期にモンゴルではようやく牧畜業の共同組合方式が成功し、ソ連人顧問団の指揮による工業開発や教育制度の充実が図られた。1960年の新憲法ではモンゴルでの社会主義体制が確立したと規定し、1962年にはコメコンへの加盟を実現し、モンゴルは東側陣営の一員としてソ連に大きく依存した。一方、これにより中ソ対立でモンゴルがソ連側に立つ事が明確になると、中華人民共和国との関係は急速に悪化し、経済支援の打ち切りや中国領の内蒙古自治区との分断が起こった。1966年にはソ連とモンゴルの間で友好協力相互援助条約が締結され、大量のソ連軍部隊がモンゴル国内に展開した。ソ連にとってモンゴルは重要な軍事的価値を持ち、中国から見ると首都の北京がソ連軍の中距離核ミサイルの射程圏内に入った事は大きな脅威となった。
1985年にソ連でゴルバチョフ政権が誕生し、改革が始まると、モンゴルでも影響が表れた。1984年には高齢で精神的問題も発生していたツェデンバルがソ連の圧力で引退させられ、首相だったジャムビン・バトムンフが人民革命党書記長に就任していたが、ゴルバチョフのペレストロイカ政策に対して漸進的な立場を取り、人民革命党による改革を規定した。しかしこのペースが遅かったため、1989年12月にはモンゴル国内での民主化運動が広がった。これには、同年のゴルバチョフ訪中で中ソ対立が終息し、モンゴル国内からのソ連軍撤退が規定された事も影響した。ソ連はこれを静観した結果、1990年3月には民主化要求に応じる形でバトムンフ書記長が辞任し、人民革命党は一党独裁制を放棄した。同年7月に実施された初の自由投票による国会選挙では人民革命党が圧勝したが、民主化勢力との連立で政治的安定を図るため、同年9月には民主連合のポンサルマーギーン・オチルバトが初代大統領に就任した。オチルバトは人民革命党の政治局員から民主化運動に転じた人物で、ソ連への留学経験者でもあった。
1991年にはモンゴルからのソ連軍撤退が完了し、同年にソビエト連邦は消滅してシベリアはロシア連邦へ引き継がれた。モンゴル人民共和国も1992年に新憲法を採択してモンゴル国へと改称し、ソ連の支配下でモンゴルが社会主義建設を進めた従来の両国関係は完全に転換された。

### ラテンアメリカ諸国
ソ連から地理的に遠いラテンアメリカは、第二次大戦前は関係の希薄な地域で、当時ラテンアメリカ諸国で誕生したいくつかの左派・民族主義的な政権に対して、ソ連は効果的な支援は行えなかった。しかし、1959年に民族主義者のフィデル・カストロがキューバで革命に成功し、彼を打倒しようとしたアメリカの工作が全て失敗すると、ソ連はカストロに接近し、1960年には外交関係を樹立し、1961年にはカストロに社会主義宣言を行わせる事に成功した。ソ連のフルシチョフ政権はキューバに中距離核ミサイルを搬入したが、アメリカのジョン・F・ケネディ大統領はこれを阻止するためにキューバ経済封鎖を実施し、キューバ危機と呼ばれる全面核戦争寸前までの状態に陥った。この時はフルシチョフの妥協で核ミサイルが撤去され、頭越しの決定に反発したキューバ政府との関係は一時冷却化したが、その後も経済支援や軍事支援などでソ連はキューバを支え続け、キューバはソ連の代理としてラテンアメリカやアフリカでの民族解放闘争で大きな影響力を保った。この他、ニカラグアでは1979年に成立したサンディニスタ民族解放戦線の革命政権を支持した。